# Église Saint-Crépin-et-Saint-Crépinien de Saint-Crépin-Ibouvillers
L’église Saint-Crépin-et-Saint-Crépinien est une église catholique paroissiale située à Saint-Crépin-Ibouvillers, dans le département de l'Oise, en France. Cette église de plan cruciforme se singularise par sa flèche de pierre octogonale du milieu du XVIe siècle, d'une facture lourde et d'une composition singulière, avec un décor librement inspiré de la Renaissance et quelques réminiscences du style gothique flamboyant. À l'intérieur, le chœur et les croisillons du transept sont surtout remarquables pour leurs voûtes d'ogives sexpartites et l'agencement inhabituel des supports, qui conservent en partie leur polychromie ancienne. La construction s'est vraisemblablement échelonnée entre la fin du XIIe siècle et le milieu du XIIIe siècle, et s'est donc achevée en pleine période gothique rayonnant, quand il fut jugé nécessaire de remanier le portail, la fenêtre nord du transept et puis la baie occidentale de la nef dans le nouveau style. La nef a été si profondément remaniée qu'elle ne garde plus aucun caractéristique d'origine. Ses voûtes ont été réalisées après coup au XVIe siècle, et des bas-côtés ont été ajoutés, dont l'un a été démoli à une époque inconnue, puis reconstitué vers 1850. Dans les bas-côtés, l'on remarque les voûtes d'arêtes garnies de fausses ogives en bois. L'église Saint-Crépin-et-Saint-Crépinien est classée au titre des monuments historiques par arrêté du 30 décembre 1932, et a bénéficié de plusieurs campagnes de restauration à partir de la fin des années 1980, si bien qu'elle se présente aujourd'hui dans un excellent état de conservation. Elle est affiliée à la paroisse Saint-Martin de Méru-lès-Sablons avec siège à Méru depuis le 1er janvier 2020.

## Localisation

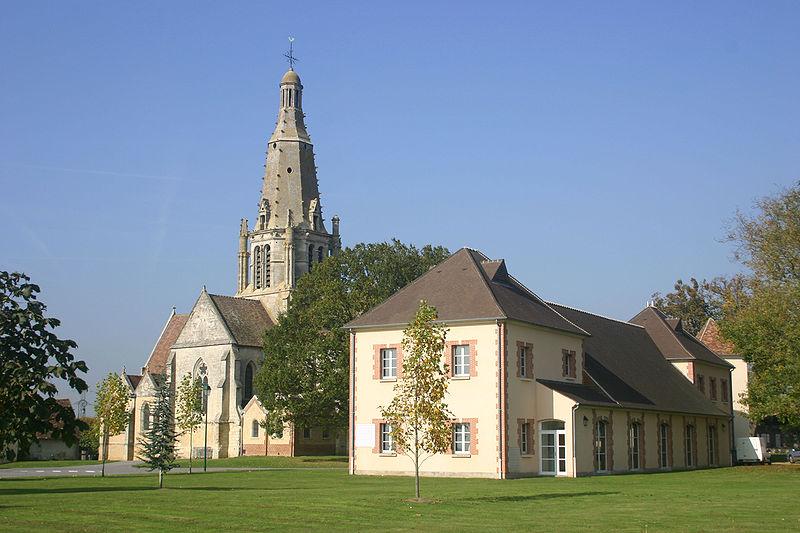
L'église et le centre culturel.

L'église Saint-Crépin-et-Saint-Crépinien est située en France, en région Hauts-de-France, dans le département de l'Oise et dans le Vexin français, dans la commune de Saint-Crépin-Ibouvillers, place de l’Église. Cette grande place engazonnée et bordée d'arbres est comprise entre la RD 129 (rue du Général de Gaulle), qui constitue l'axe principal du village, et suit une ligne est-ouest, et la RD 619, qui lui est perpendiculaire, et relie la commune à Ivry-le-Temple. La première route délimite la place au nord ; la deuxième à l'ouest ; et l'église se trouve à l'angle sud-est de la place. On y accède par une impasse depuis la RD 619. Ainsi, l'église est bien dégagée du côté nord et du côté de la façade occidentale, et bien visible. En revanche, l'élévation sud de la nef donne presque immédiatement sur le vaste terrain du centre culturel Philippe de l'Isle, qui est implanté dans l'ancien prieuré, et le croisillon sud ainsi que le chœur sont enclavés dans ce domaine. Bien que propriété de la commune, il est fermé au public en dehors des manifestations culturelles et fêtes familiales organisées dans ses salles, y compris son parc et son parking (chemin du Tour de Ville).

## Histoire

### L'histoire de la paroisse

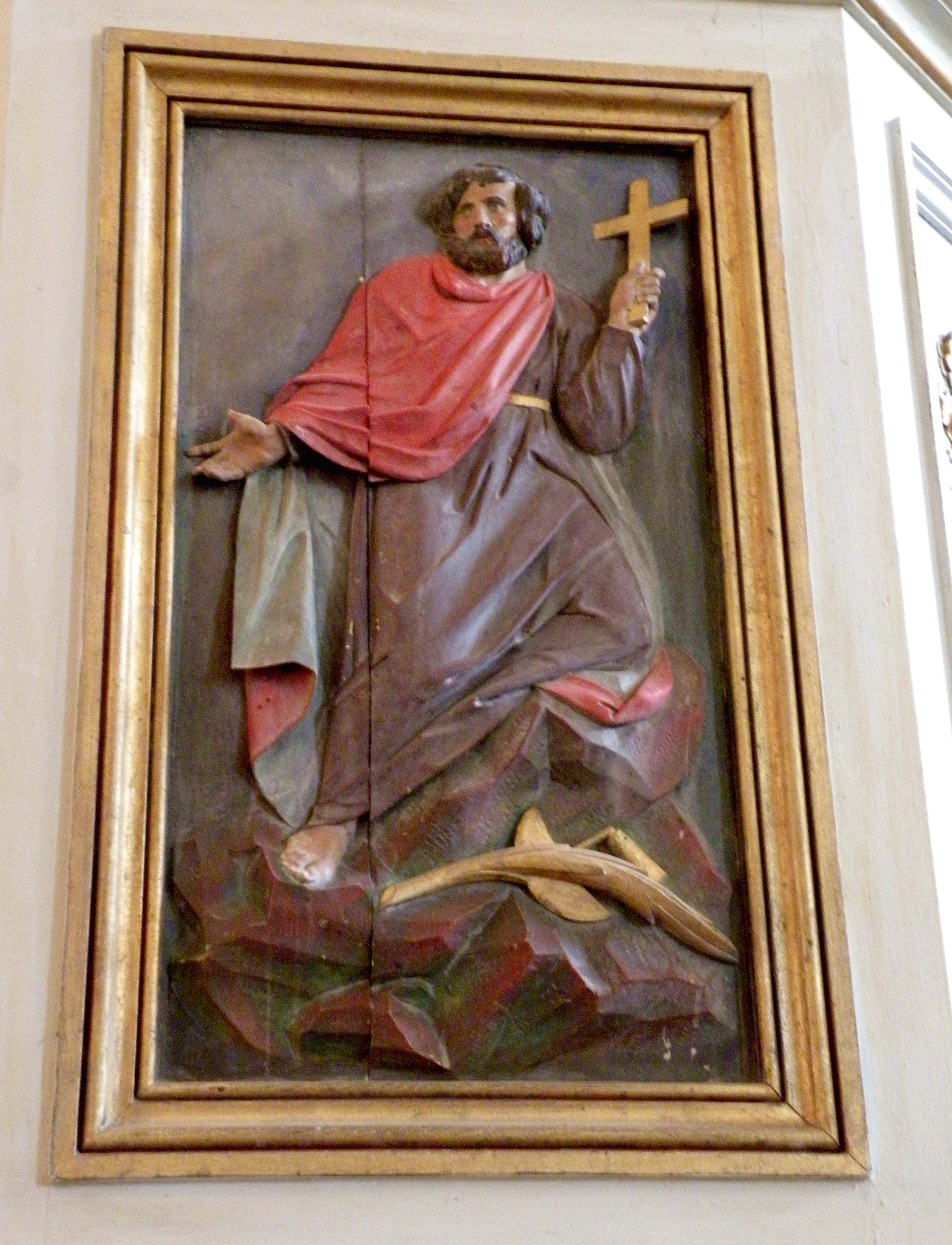
Bas-relief sur la chaire à prêcher - saint Crépin ou saint Crépinien.

La date de fondation de la paroisse n'est pas connue. Son église est placée sous le vocable des saints Crépin et Crépinien. De nombreuses représentation d'eux agrémentent le décor. Saints patrons des cordonniers, l'un porte une chaussure, l'autre un marteau. Sous l'Ancien Régime, Saint-Crépin-Ybouvillers relève du doyenné de Chaumont-en-Vexin, de l'archidiaconé du Vexin français avec siège à Pontoise, et de l'archidiocèse de Rouen. Le collateur de la cure est l'abbaye de Ressons, qui fonde à Saint-Crépin-Ibouvillers un petit prieuré. Sous les derniers siècles de l'Ancien Régime, l'effectif du prieuré se limite au prieur, qui remplit en même temps le ministère du curé : c'est l'un des nombreux prieuré-cures ruraux du Vexin. La Révolution française impose des diocèses correspondant aux territoires des départements, et Saint-Crépin-Ibouvillers est ainsi rattaché au diocèse de Beauvais. Jusqu'à la fin du XXe siècle, le village demeure une paroisse indépendante, et forme un secteur paroissial avec Fresneaux-Montchevreuil, Montherlant, Pouilly et Senots. Dans le cadre de la définition de quarante-cinq nouvelles paroisses à l'échelle du diocèse en 1996, motivée par le manque de prêtres, s'effectue le rattachement à la paroisse de Chaumont-en-Vexin, et le presbytère au sud du portail de l'église est désormais vacant. Il est encore utilisé comme salle paroissiale pendant un certain temps, mais n'est actuellement plus entretenu. Au début de l'année 2015, les trois paroisses de Vexin-Nord, Chaumont-en-Vexin et Vexin-Sud fusionnent pour former la nouvelle paroisse Saint-François-d'Assise du Vexin, qui s'étend sur quarante-huit communes,. Deux messes dominicales par mois sont proposées sur le secteur Vexin-Est analogue à l'ancienne paroisse de Saint-Crépin-Ibouvillers, avec une interruption pendant les vacances scolaires d'été, jusqu'en 2018. Puis la suppression du poste du vicaire dans la paroisse de Chaumont donne prétexte à l'arrêt des messes dominicales. Restent encore des célébrations particulières occasionnelles. Du fait de la proximité géographique d'avec la ville de Méru, et puisque les habitants fréquentent déjà son église, Saint-Crépin-Ibouvillers et Montherlant sont enfin rattachés à la paroisse Saint-Martin de Méru-lès-Sablons au 1er janvier 2020.

### Les campagnes de construction

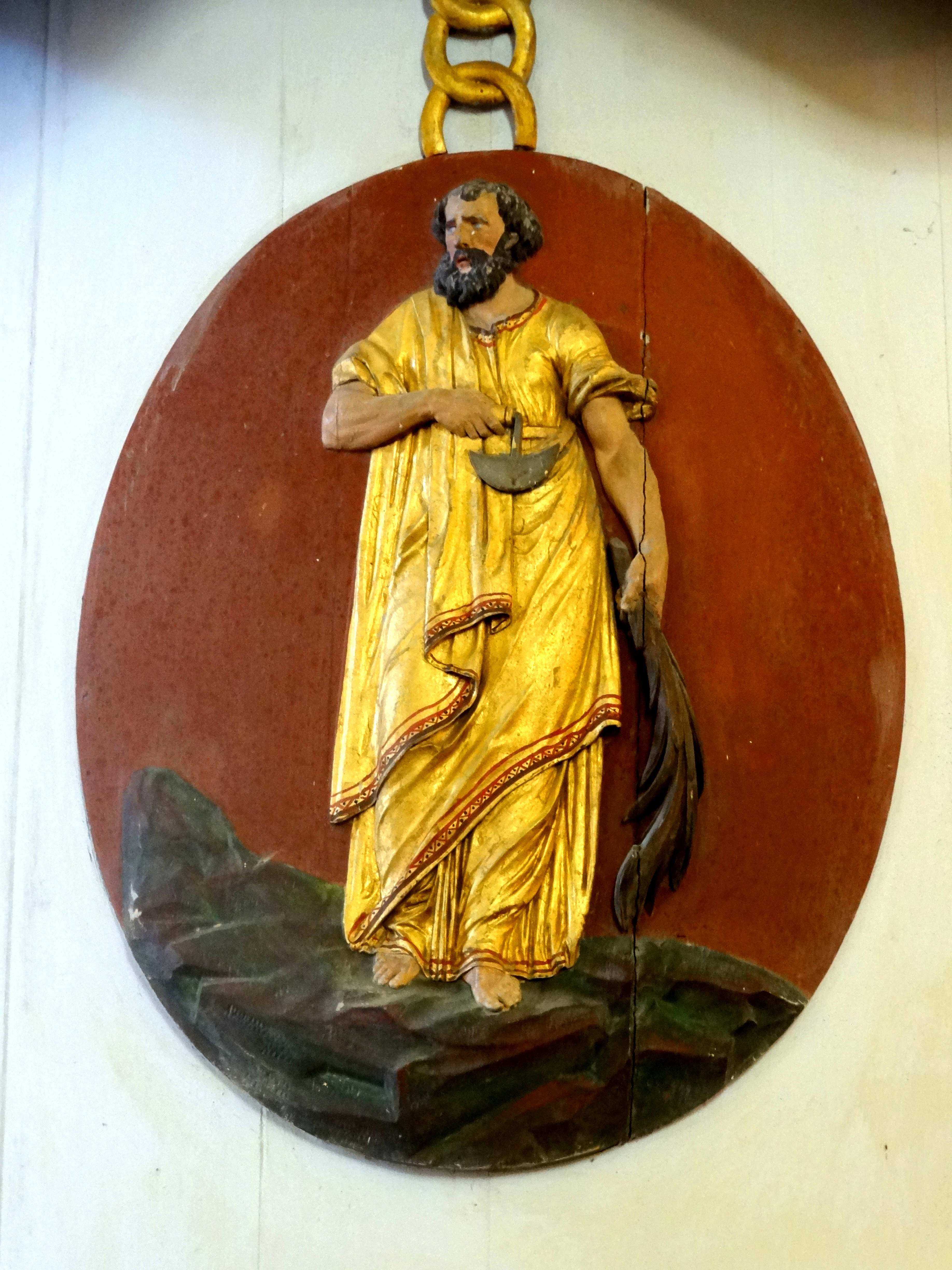
Bas-relief sur le banc d'œuvre - saint Crépin ou saint Crépinien.

La construction de l'église commence à la fin du XIIe siècle par le chevet, dont les baies en arc à peine brisé ressentent encore l'influence romane, mais dont la voûte en tiers-point et les chapiteaux sont indéniablement gothiques. L'atelier qui construit le chœur et le transept est de toute évidence le même qui édifie le chœur de l'église voisine de Méru, car les deux églises possèdent un chœur identique, sauf que les supports dans les angles et au droit des murs latéraux sont inversés. Les croisillons sont de la même conception que le chœur, et surtout le croisillon nord n'en diffère guère, sauf par le profil des nervures de la voûte, abstraction faite des remaniements ultérieurs. Par ses chapiteaux, dont les feuilles se terminent en fleurons épanouis, comme dans le cloître de l'abbaye de Royaumont, le croisillon sud trahit son appartenance à la période gothique rayonnante du second quart du XIIIe siècle, et c'est sans doute cette travée des parties orientales qui est bâtie en dernier lieu. L'on peut facilement constater la ressemblance des chapiteaux du croisillon nord et du portail occidental de la nef, qui est donc refait à la même époque. Les lancettes simples aux extrémités nord et sud du transept sont refaites sont remplacées par des fenêtres plus grandes au remplage rayonnant. Plus tard, pas avant le dernier quart du XIIIe siècle, la grande rosace qui ajoure initialement les parties hautes de la façade est remplacée par une fenêtre au remplage rayonnant tardif, d'un style légèrement plus avancé. L'on peut supposer des contacts avec le chantier de la prestigieuse église Notre-Dame de Chambly, qui date des années 1260-1280, et représente l'édifice rayonnant majeur le plus proche. Sous la guerre de Cent Ans, le clocher est vraisemblablement endommagé. À l'intérieur, Louis Graves a relevé l'inscription « Le 21e jour de juin mil 450 fut assise la première pierre de ce dit pilier par fre Philippe de Lisle ». Lors de la dernière restauration en 2015, il s'est avéré que la date est en réalité 1541. En parfaite cohérence avec cette date, l'étage de beffroi et la flèche indiquent la transition du style gothique flamboyant vers la Renaissance, peu avant le milieu du XVIe siècle. En attendant, la nef est voûtée d'ogives, et munie de deux bas-côtés. Celui du sud disparaît à une époque inconnue, car lors de son passage vers 1835, Louis Graves constate son absence. Selon Mme A. Dubois, les deux bas-côtés dateraient de 1850, ce qui permet deux hypothèses. Soit le bas-côté sud est alors reconstitué selon le modèle fourni par son pendant au nord, soit le bas-côté nord est démoli, et deux nouveaux bas-côtés identiques sont édifiés,,.

### La restauration de l'édifice

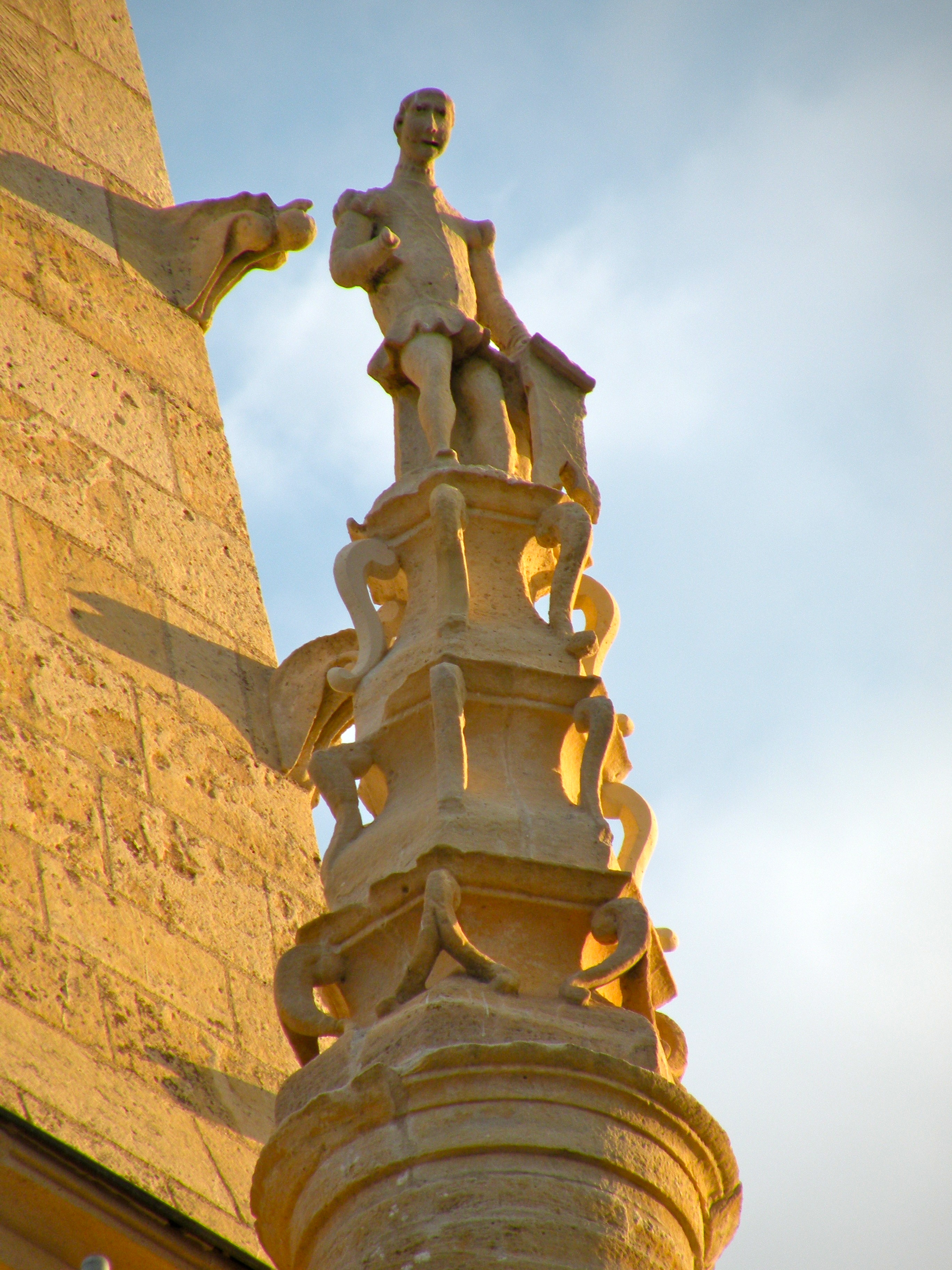
Détail du clocher.

Depuis la fin des années 1980, l'église Saint-Crépin-et-Saint-Crépinien a été restaurée en plusieurs campagnes, d'abord sous la maîtrise d'ouvrage de la commune, puis à partir de 2004 sous la responsabilité de la communauté de communes des Sablons. Dans un premier temps, la charpente de la nef et la couverture ont été reprises, les voûtes des bas-côtés ont été restaurées, et les vitraux ont été réparés et munis de protections grillagées. Mais le mauvais état de la toiture et la remontée des eaux dans les murs par la capillarité avaient occasionné, au fil des années, des dégâts à l'intérieur de l'édifice. Le sol s'était affaissé par endroits, les parties basses des boiseries s'étaient abîmées, et les pourtours des fenêtres et du petit portail latéral à la fin du bas-côté nord s'étaient dégradés. Une seconde campagne de restauration est donc lancée en 2004, et porte d'abord sur la couverture du croisillon nord du transept, puis sur tout l'intérieur de l'édifice. Il est entièrement refait, y compris la sacristie. Dans ce cadre, la chaire, les bancs, les autres menuiseries, le décor et les vitraux bénéficient également d'une restauration. Enfin, l'installation électrique est remplacée et mise aux normes, et le chauffage par le sol est installé. Ces travaux de grande envergure s'achèvent en 2006, et coûtent la somme de 803 000 € hors taxes. Plus récemment, une troisième campagne de restauration se consacre au clocher et sa flèche Renaissance et aux élévations extérieures.

## Description

### Aperçu général

Plan de l'église.

Régulièrement orientée, l'église répond à un plan cruciforme symétrique, hormis la tourelle d'escalier à l'angle nord-ouest du transept. Elle se compose d'une nef de trois travées accompagnée de deux bas-côtés ; d'un transept largement débordant ; et d'un chœur d'une seule travée se terminant par un chevet plat. La croisée du transept est en même temps la base du clocher. La sacristie occupe l'angle entre croisillon sud et chœur. Une petite sacristie existe également dans l'angle entre croisillon sud et bas-côté sud. L'ensemble de l'église ne comporte qu'un unique niveau d'élévation, mais les bas-côtés sont toutefois un peu moins élevés que la nef. Les bas-côtés sont voûtés d'arêtes, avec des fausses ogives en bois encastrées dans les voûtains. Tout le reste de l'église est voûté d'ogives. Les croisillons et le chœur sont munis de voûtes sexpartites (avec six branches d'ogives). L'on entre dans l'église par le portail occidental de la nef, ou par une petite porte à la fin du bas-côté nord. La nef, les croisillons et le chœur sont munis de toitures à deux rampants, et l'église présente donc un pignon vers chaque point cardinal. Les bas-côtés, qui paraissent compter une demi-travée supplémentaire à l'est en regardant depuis l'extérieur, sont pourvus de toits en bâtière individuelles à chaque travée. La flèche de pierre octogonale du clocher est couronnée d'un lanternon.

### Intérieur

#### Nef et bas-côtés

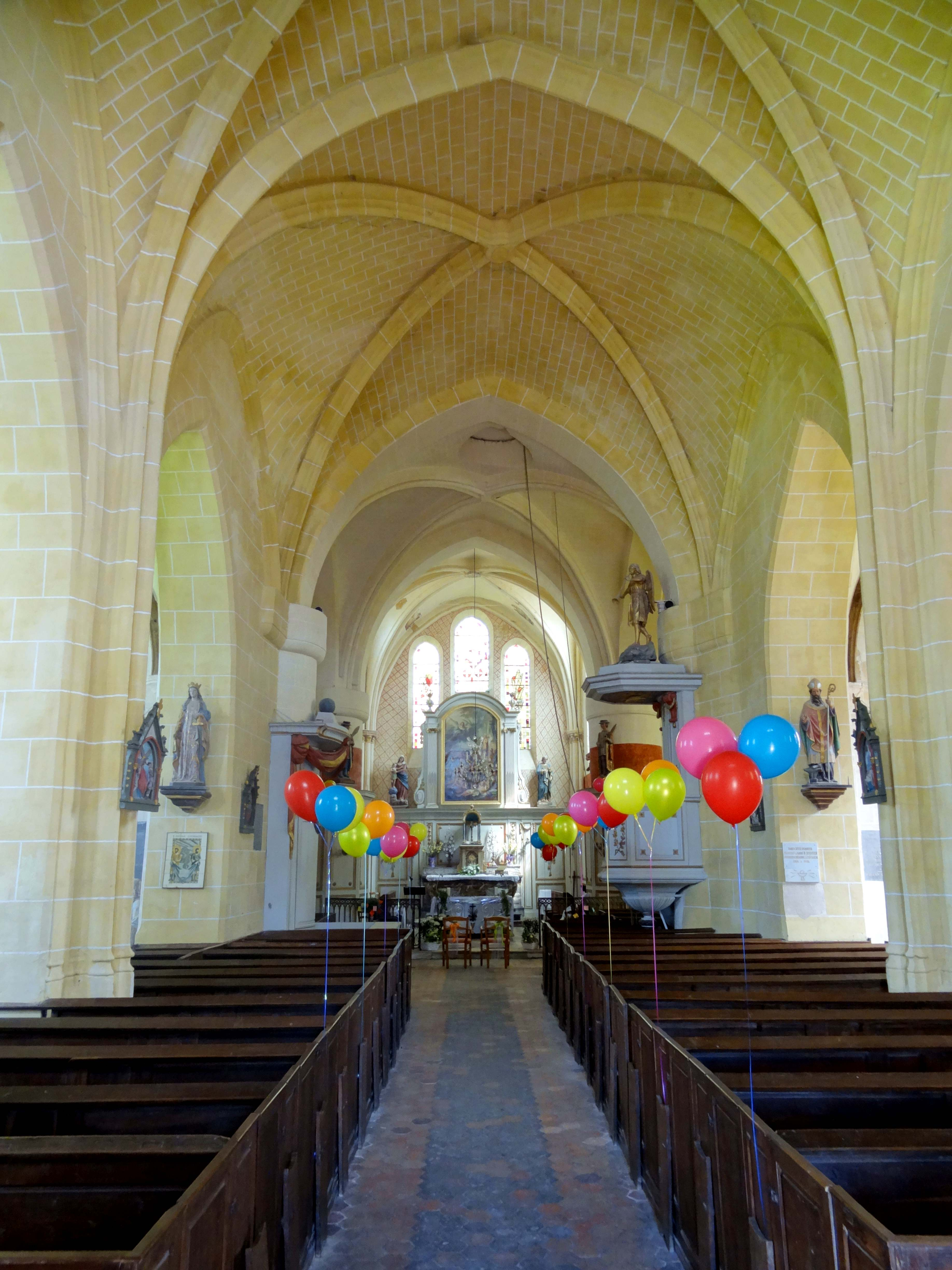
Nef, vue vers l'est.

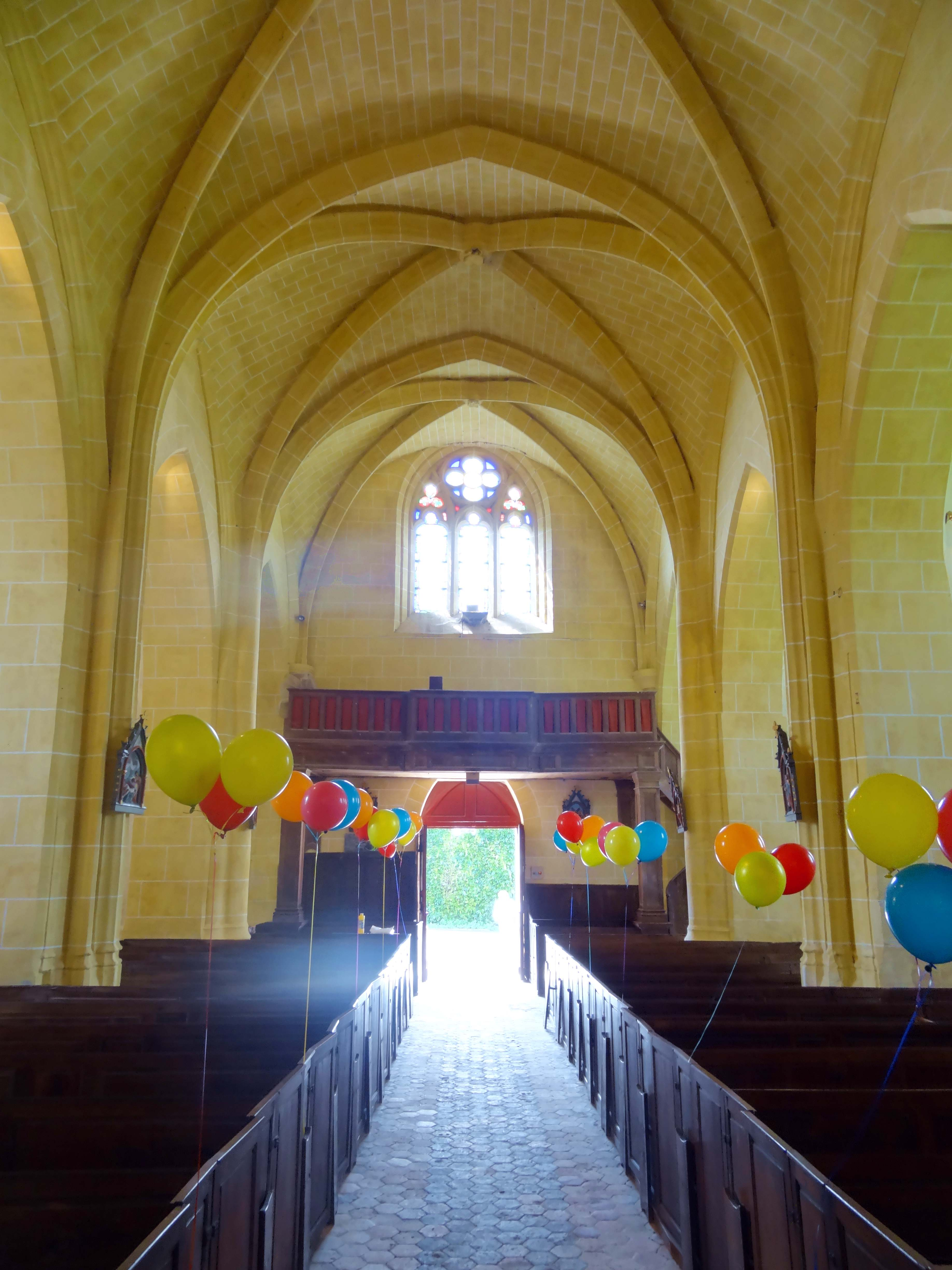
Nef, vue vers l'ouest.

La nef est pratiquement aveugle, car les grandes arcades montent presque jusqu'au sommet des murs. Elle n'est éclairée directement que par la baie occidentale, qui constitue sans doute le détail architectural le plus intéressant de la nef. Elle est munie d'un remplage rayonnant de trois lancettes, dont celle du centre est moins aigüe que les deux autres, et surmontée d'un oculus inscrivant un quatre-feuilles. Chaque lancette inscrit une tête trilobée, qui, dans le cas des deux lancettes aigües, est surmontée d'un trilobe. Les meneaux affectent une modénature chanfreinée et ne portent pas de chapiteaux, ni de bases, ce qui indique la période rayonnante tardive. Le dessin des réseaux semblé dérivé des baies du transept et de l'abside de Chambly, où l'on trouve un octolobe à la place du quadrilobe, et des quadrilobes à la place des trilobes, étant donné les dimensions plus considérables de cet édifice. Les proportions de la nef sont trapues. La hauteur des piliers au niveau de la retombée des voûtes ne dépasse pas la largeur du vaisseau. La hauteur totale sous le sommet des voûtes équivaut à une fois et demi la largeur. Ces proportions manquant d'élancement sont fréquentes à la période flamboyante, mais elles sont en l'occurrence les mêmes dans les parties orientales. Avant son voûtement, la nef devait donc être plus élevée que le chœur, car l'espace compris entre la charpente en carène renversée était certainement rattachée à l'espace intérieur.
Les trois voûtes réalisées au XVIe siècle ne sont pas de dimensions identiques : les deux premières sont en effet barlongues dans le sens transversal, tandis que la troisième est carrée. Cette circonstance empêche plus tard une coïncidence entre les grandes arcades de la troisième travée et le tracé de sa voûte, et est certainement aussi à l'origine de l'irrégularité de la couverture des bas-côtés, avec trois toits en bâtière et demi. Les ogives affectent un profil prismatique d'un type rare, se composant d'un filet entre deux étroites gorges et une large gorge de chaque côté. Les arcs-doubleaux sont analogues aux ogives. Comme à l'accoutumée, le profil des formerets correspondent à la moitié de celui des ogives. L'existence de formerets est plutôt l'exception pour les voûtes lancées après coup, et traduit une construction soignée. L'agencement des supports va dans le même sens. Parfois, l'on se contente de culs-de-lampe pour les voûtes secondaires, comme par exemple à Feigneux. Ici, ce n'est que dans les quatre extrémités que les nervures sont reçues sur des culs-de-lampe, restés par ailleurs frustes. Au niveau du premier doubleau, ils se fondent dans des piliers ondulés engagés à trois renflements, qui reprennent un modèle employé pour la plupart des bas-côtés flamboyants de la région. Au niveau du second doubleau, ils retombent directement jusqu'au sol, comme dans le transept de Clairoix, dans le croisillon sud de Feigneux, les bas-côtés du chœur de Montagny-Sainte-Félicité et dans les bas-côtés de Gisors. Selon Monique Richard-Rivoire, c'est le type de support le moins fréquent, en raison de la difficulté de taille de profils aussi fouillés. Moins remarquables sont les clés de voûte : celle de la première travée est une rose d'une facture rustique et les deux autres arborent des écussons.
Les grandes arcades ne cachent pas qu'elles ont été ouvertes dans des murs existants. Elles sont en effet dépourvues de supports et même pas moulurées, et ont seulement les angles taillés en biseau. Le doubleau oriental de la nef est d'ailleurs tout aussi rudimentaire. Dans les deux premières travées, les grandes arcades en tiers-point, très aigües, sont alignées exactement sous le sommet des formerets, encore plus aigus. Dans la troisième travée, qui est carrée, les grandes arcades sont nettement désaxées vers l'ouest, ce qui conduit à des larges portions de mur entre les grandes arcades de la nef et les piles occidentales du clocher. L'irrégularité de la troisième travée n'est pas du meilleur effet. Curieusement, les bas-côtés sont réguliers à l'intérieur, car des murs anormalement épais les séparent des croisillons. Ces murs sont percés d'arcades du même type que celle de la nef. Il était sans doute prévu de voûter les bas-côtés d'ogives, car des culots existent dans les quatre extrémités, identiques à ceux au revers de la façade de la nef, et un formeret existe même à l'est du bas-côté nord. Pour les voûtes d'arêtes, l'on n'aurait certainement pas non plus prévus les piliers ondulés à trois renflements qui sont engagés dans les piliers intermédiaires des grandes arcades et les murs gouttereaux. Ils sont analogues aux piliers engagés à la retombée du premier doubleau intermédiaire de la nef. Le bas-côté nord serait donc contemporain des voûtes de la nef. Seulement les voûtes d'arêtes sont postérieures. Leurs fausses ogives en bois constituent une rareté dans la région. On les trouve aussi à Nemours, et jadis à Clermont, où elles ont été substituées à des voûtes néo-gothiques. Sinon, les bas-côtés n'offrent rien d'intéressant. Leurs fenêtres sont dépourvues de remplage et de toute mouluration. Elles sont en tiers-point, et au nombre de quatre, soit une en façade et trois latéralement.

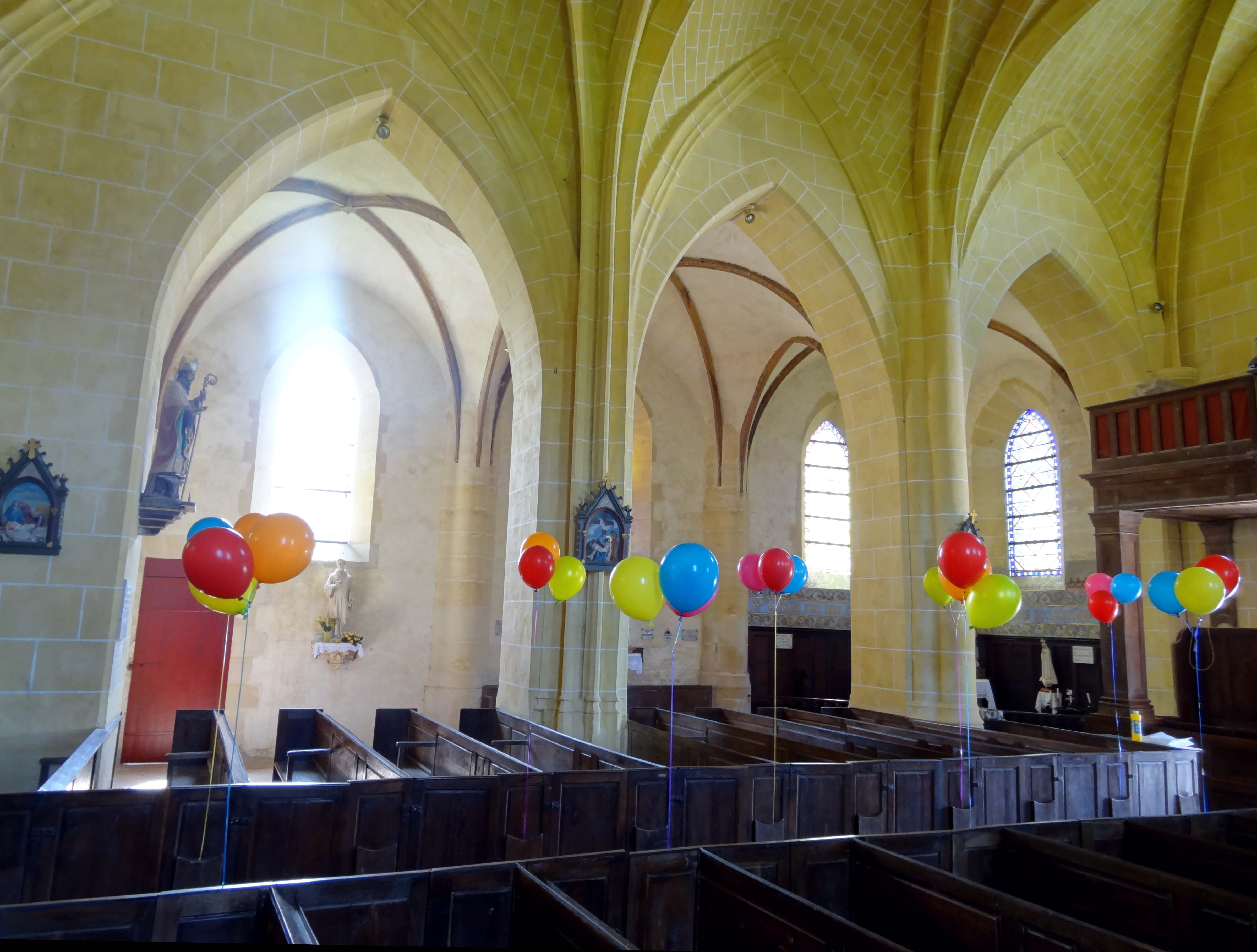
Nef, élévation sud.
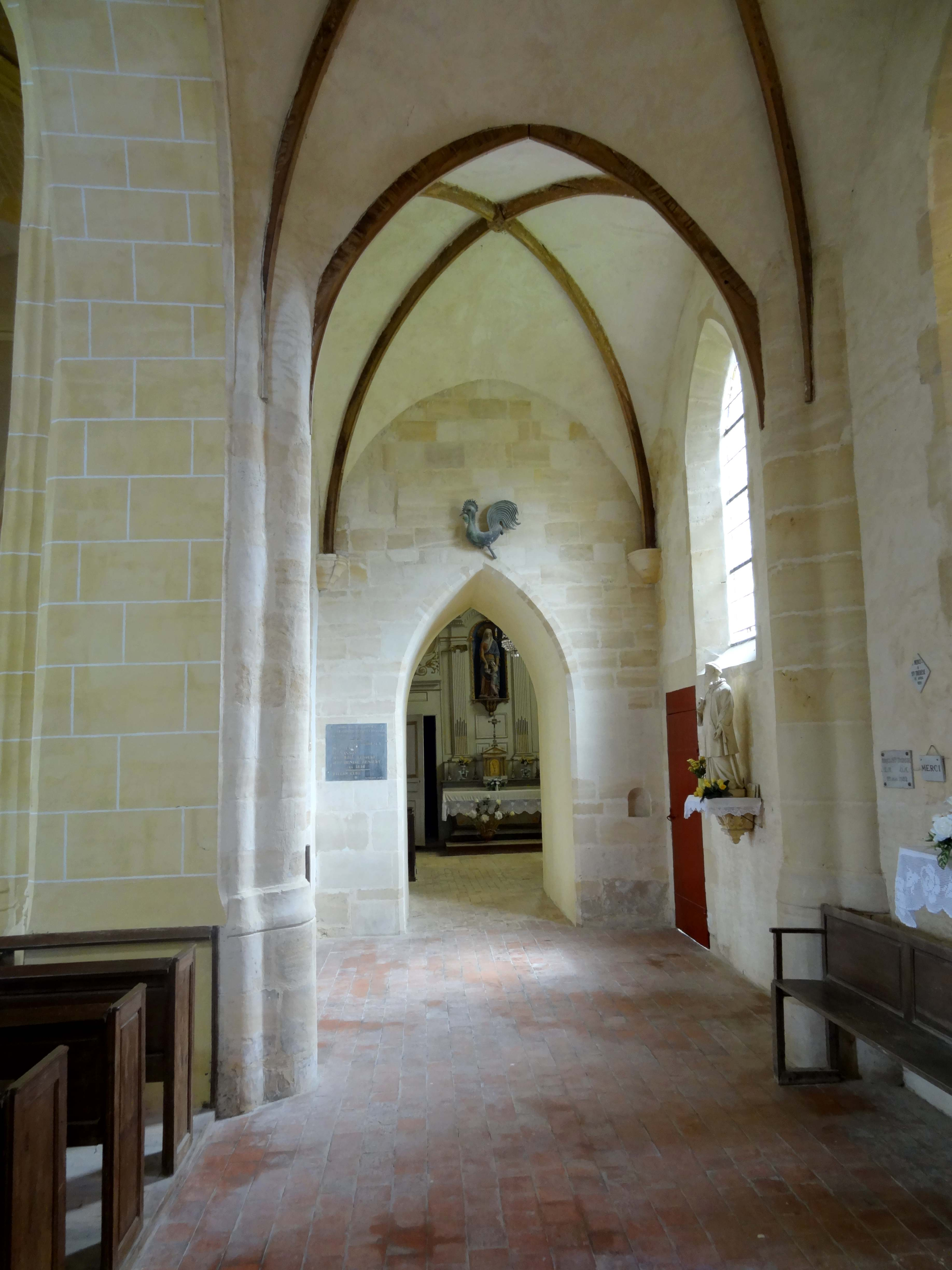
Bas-côté sud, vue vers l'est.
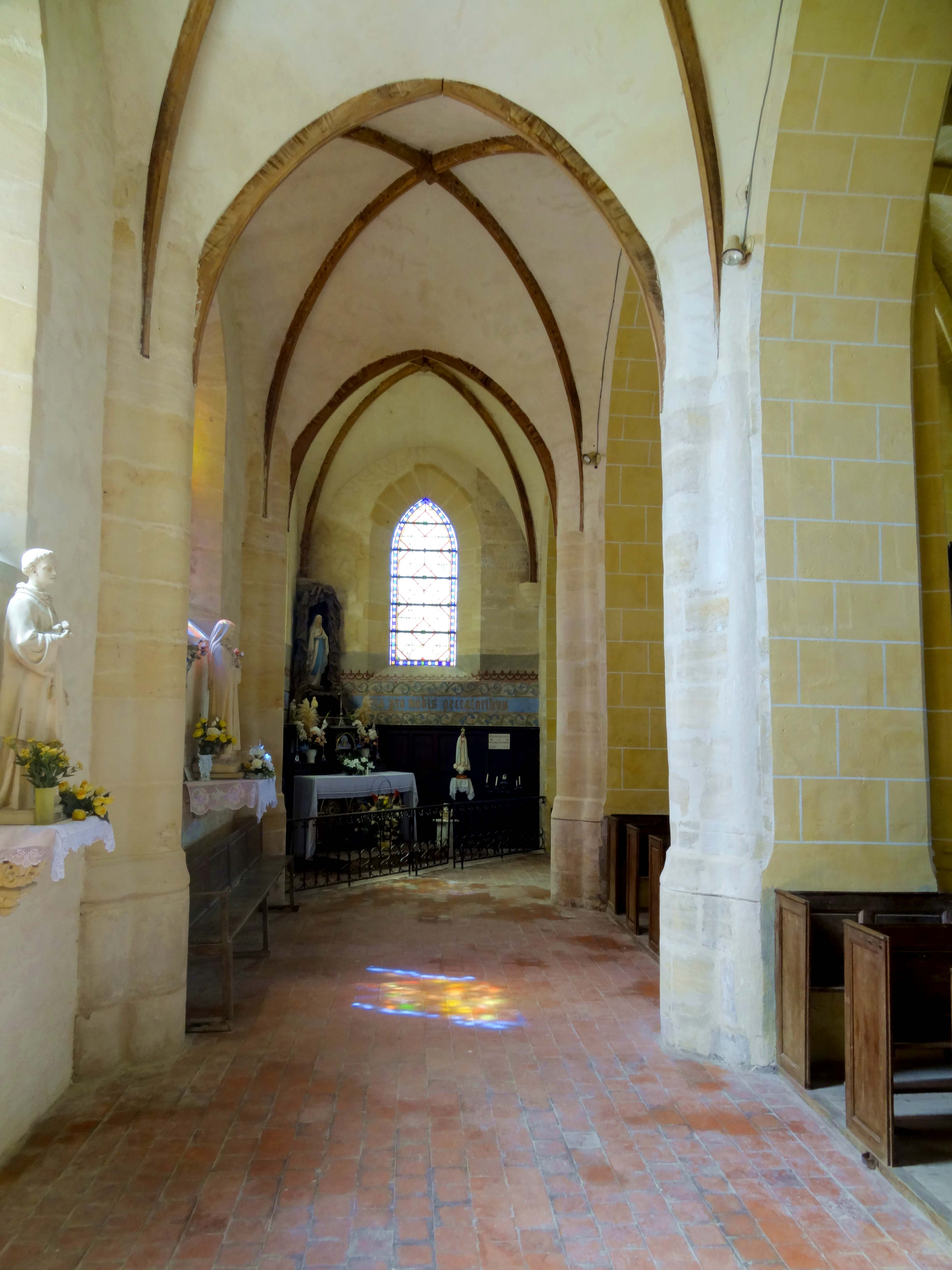
Bas-côté sud, vue vers l'ouest.
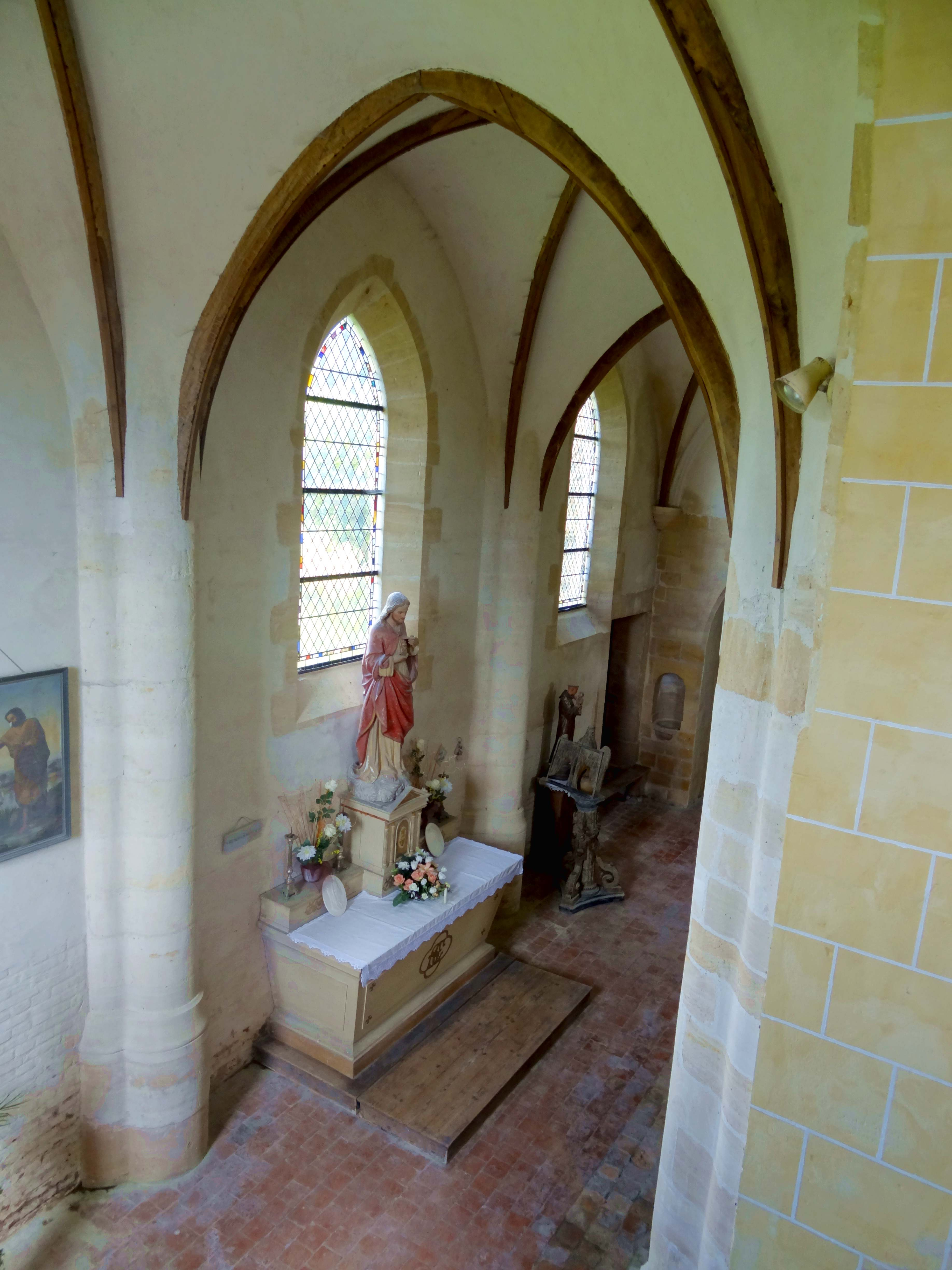
Bas-côté nord, vue vers l'est.
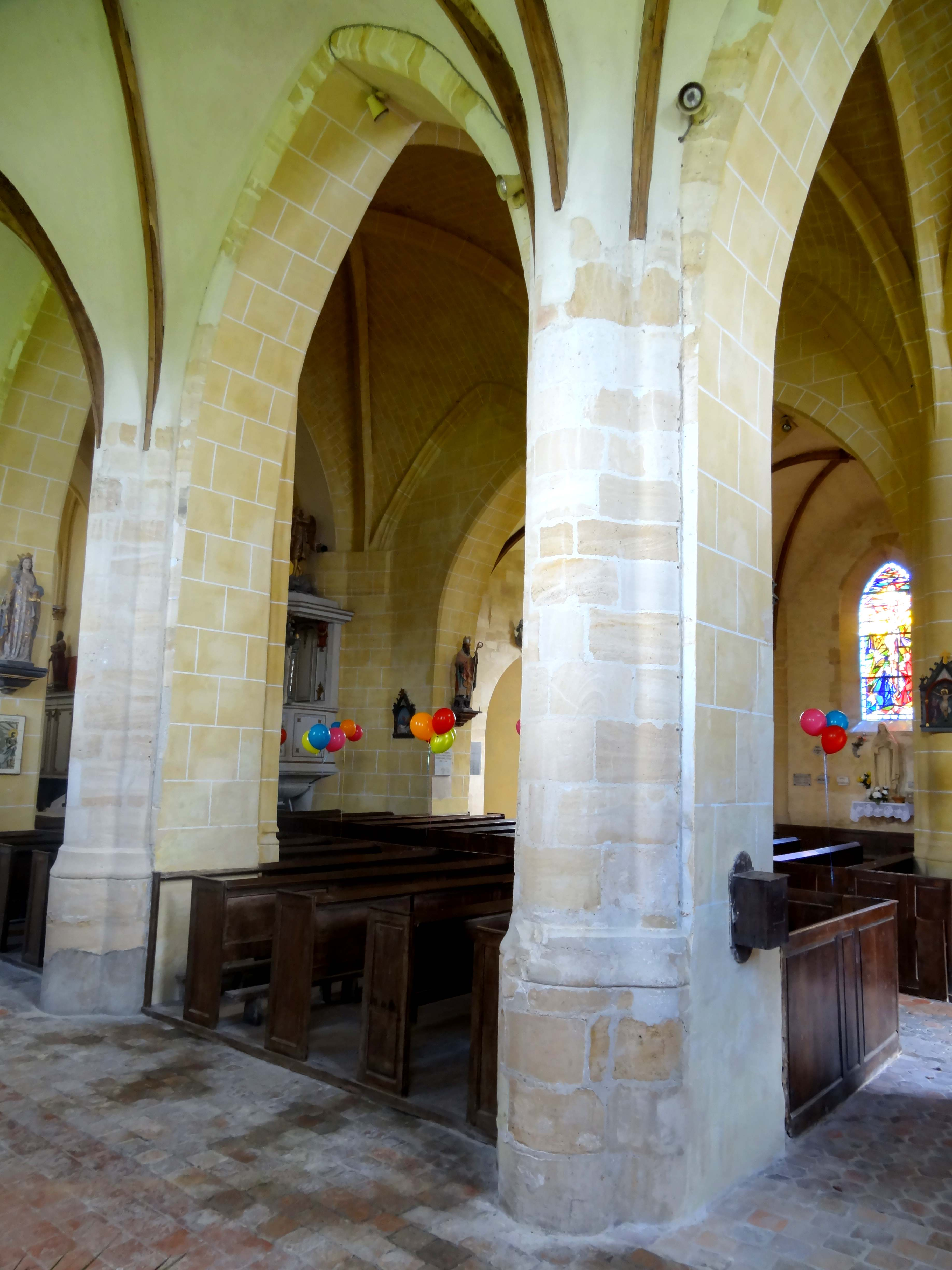
Bas-côté nord, vue par la 2e grande arcade.
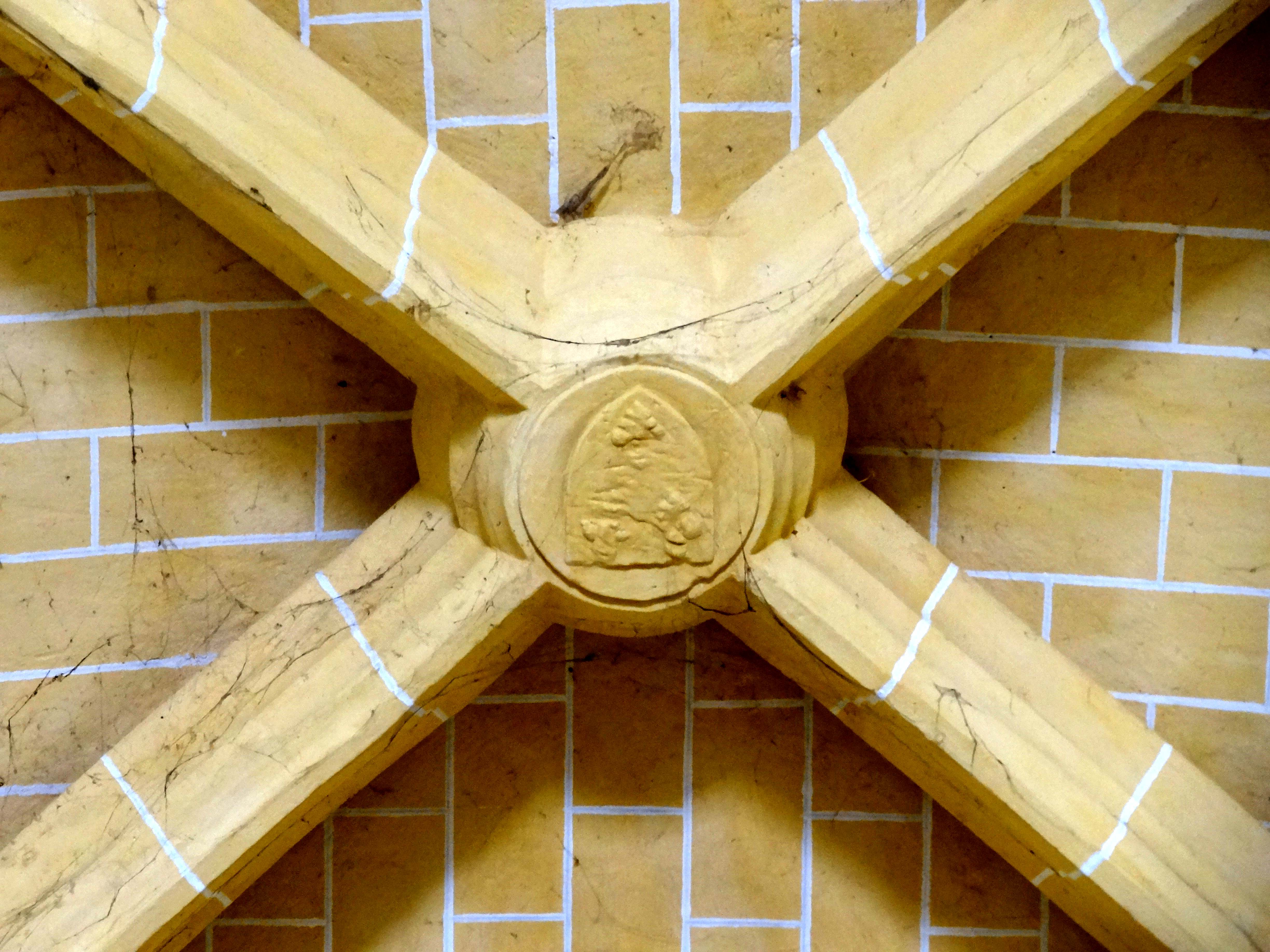
Nef, clé de voûte de la 3e travée.

#### Croisée du transept et chœur

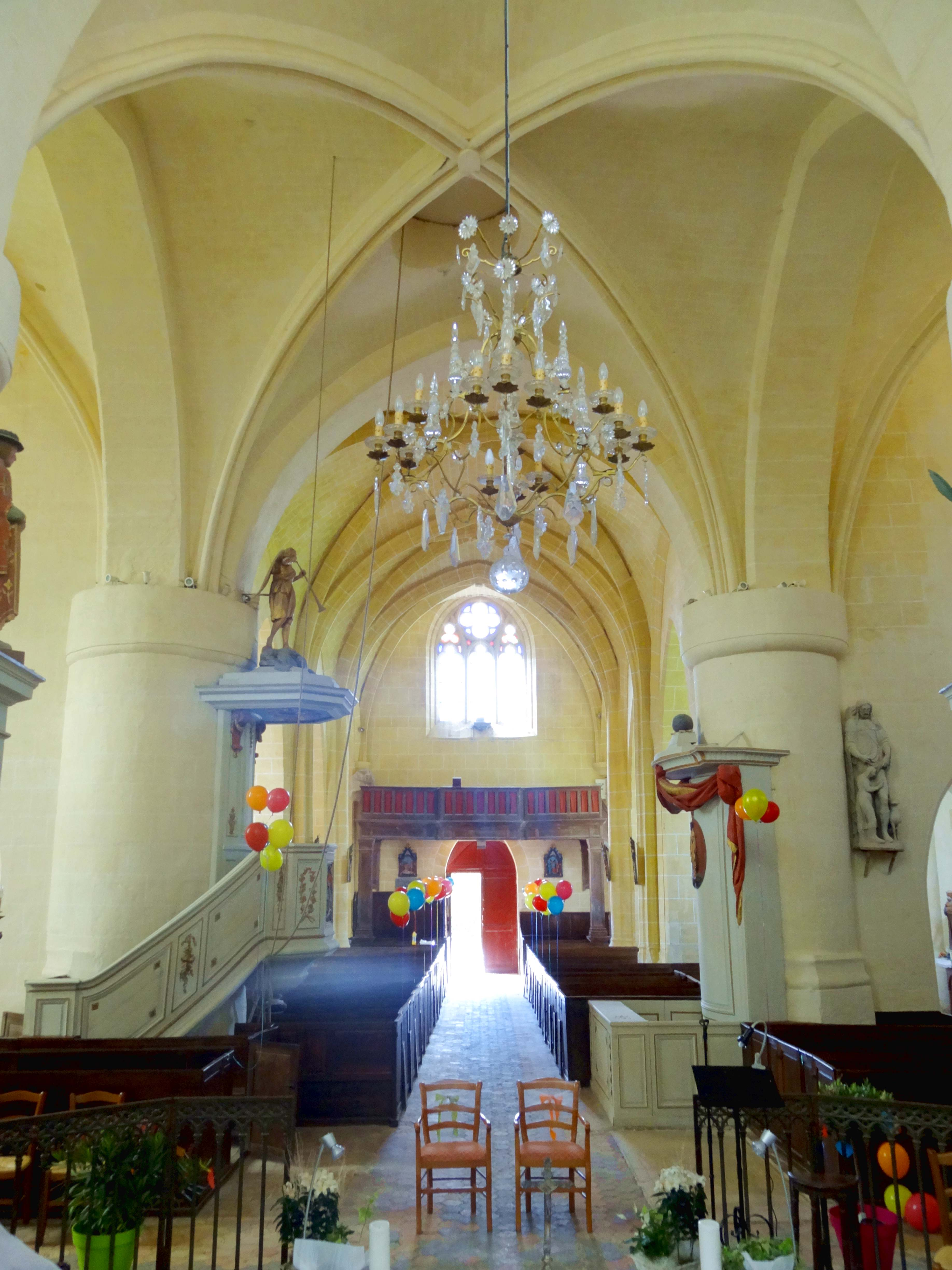
Croisée, vue vers l'ouest.

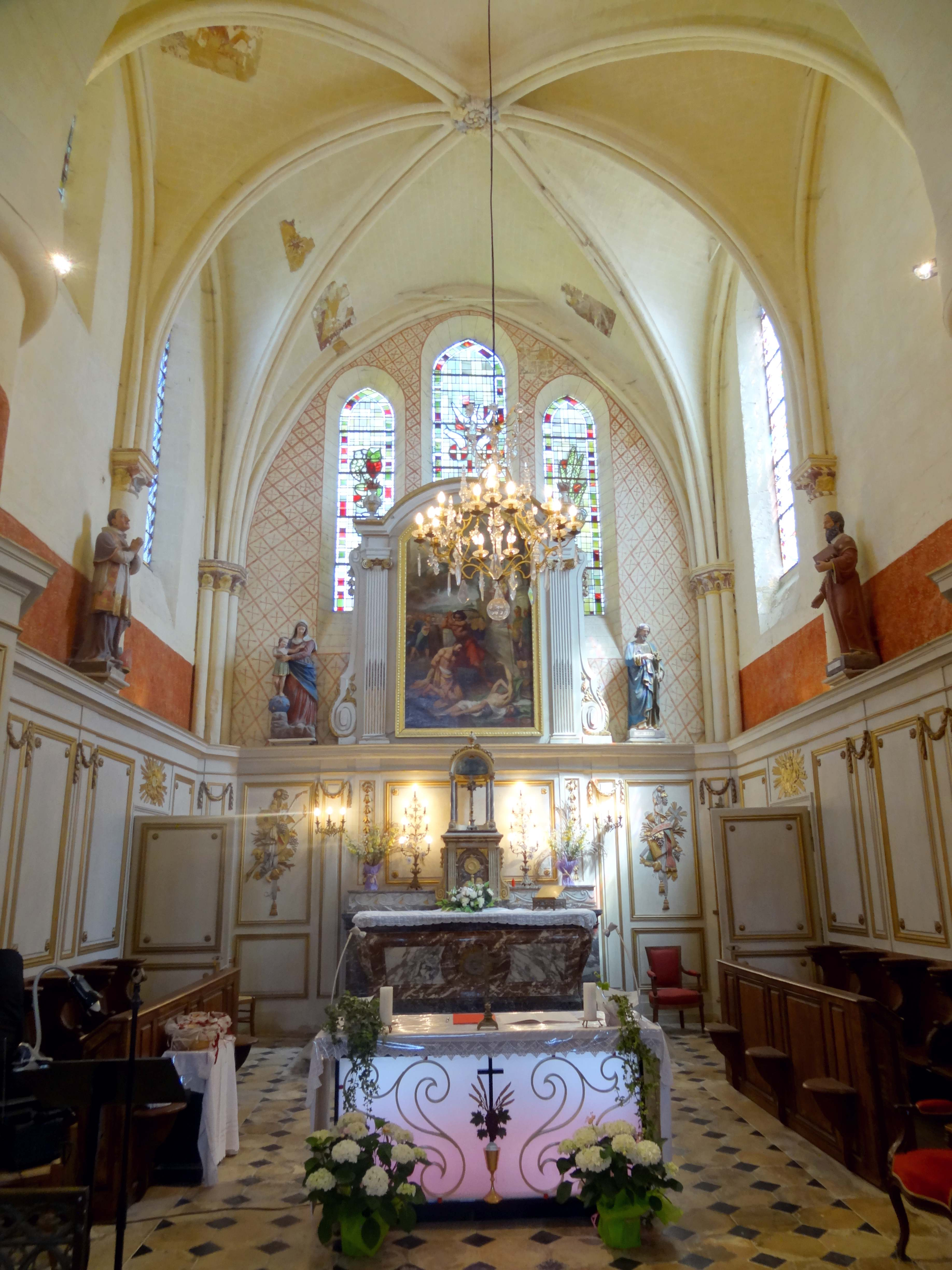
Chœur, vue vers l'est.

Sans doute depuis la reconstruction du premier étage en 1450, ou sinon depuis une reconstruction ultérieure, le clocher repose sur quatre énormes piles cylindriques toutes simples, qui ont pour base des plinthes moulurées dans le goût flamboyant, et ont des socles octogonaux. En guise de chapiteau, les piles se terminent par une frise non sculptée, reliée au fût par un quart-de-rond. En cohérence avec le caractère purement fonctionnel de ces piles, la voûte de la croisée est délimitée par quatre larges doubleaux en tiers-point non moulurés, aux arêtes chanfreinées, et dépourvue de formerets. À Sacy-le-Grand, l'on trouve les mêmes piles difformes, et les doubleaux longitudinaux ne sont pas non plus moulurés, mais les deux autres le sont, et les ogives sont reçues sur des culs-de-lampe sculptés. Ici, elles butent simplement sur le sommet des piles, largement débordantes par rapport aux voûtes et aux murs latéraux des travées adjacentes. L'ensemble est d'une grande lourdeur, et la réfection du carré du transept est préjudiciable pour l'esthétique de l'ensemble de l'espace intérieur. Elle n'est pas totale, comme le donnerait à penser la date du premier étage du clocher, car les ogives de la voûte sont du même type que dans le chœur et les croisillons. Ils affiche le profil d'une fine arête entre deux tores, qui est très répandu sous toute la première période gothique.
L'architecture élégante du chœur compense quelque peu la rusticité de la nef et la lourdeur du carré du transept. Calqué sur son homologue de Méru, ou vice-versa, il est loin de représenter une création originale, excepté pour la disposition des supports. Plusieurs autres églises possèdent en effet un chœur, ou une dernière travée du chœur, conçu selon les mêmes principes : un unique niveau d'élévation, un triplet au chevet, une voûte sexpartite, et une lancette simple sous chacun des quatre formerets latéraux. L'on peut citer notamment Belle-Église (où des collatéraux ont été ajoutés après coup), Ermenonville, Saint-Jean-aux-Bois. À Saint-Crépin-Ibouvillers, la première lancette au sud a été entièrement bouchée, et son pendant au nord, partiellement. Comme pour les autres chœurs du même type, l'arc brisé des lancettes n'est pas très prononcé, et proche du plein cintre. Les fenêtres ont de hauts soubassements, aujourd'hui revêtus de boiseries, et ne sont pas décorées à l'intérieur (le triplet l'est à l'extérieur). La clé de voûte a retrouvé sa polychromie ancienne. Elle se compose de cinq feuilles « tournantes » au centre (suggérant un mouvement de rotation), et de six feuilles polylobées disposées autour. D'autres exemples de clés tournantes existent dans les bas-côtés de Trumilly ; le croisillon nord d'Ableiges, le croisillon sud de Montgeroult ; la chapelle de la Vierge de Condécourt, les chapelles nord de Brenouille et Glaignes ; les chœurs de Borest, Courcelles-sur-Viosne, Méru et Sarcelles ; etc.
Les nervures de la voûte sont très fines. Les ogives se composent de deux tores séparés par une gorge, comme au carré du transept de Catenoy et dans la dernière travée de Mareuil-sur-Ourcq, et les formerets sont monotoriques. Si à Méru, des colonnettes à chapiteaux uniques ont été logées dans les angles, et des faisceaux de trois colonnettes au milieu des élévations latérales, c'est exactement l'envers à Saint-Crépin-Ibouvillers. Dans les deux cas, les chapiteaux des colonnettes uniques ont des tailloirs carrés, tandis que les chapiteaux des faisceaux se partagent un même tailloir à angle coupé, comme à Amblainville et de La Villeneuve-Saint-Martin. La disposition à Méru est beaucoup plus conventionnelle. Les tailloirs accusent, du haut vers le bas, une plate-bande, un cavet entre deux baguettes, et une autre plate-bande. Les corbeilles des chapiteaux se terminent en haut par un anneau devant lequel les feuilles les plus grandes débordent. Sur la moitié des chapiteaux, cet anneau est côtelé. Dans l'angle sud-est, les corbeilles sont sculptées de feuilles simples aux extrémités recourbées en crochets. Elles sont reliés les uns aux autres par les feuilles des faces latérales, qui sont dépourvues de crochets. Les autres chapiteaux sont sculptés d'un seul rang de feuilles polylobées, comme sur la clé de voûte. Le sculpteur ne semble pas avoir été le même qu'à Méru. Tous les chapiteaux sont peints en ocre jaune et rouge, ou en bleu pour certaines feuilles. Longtemps dissimulées sous les badigeons, des fragments de peintures murales, également en ocre, ont été remises au jour sur les voûtains. Dans les angles près de la croisée du transept, les chapiteaux sont perdus, et la partie inférieure des minces fûts en délit a été supprimée afin de faciliter la pose des boiseries. Ainsi, les bases sont également perdues.

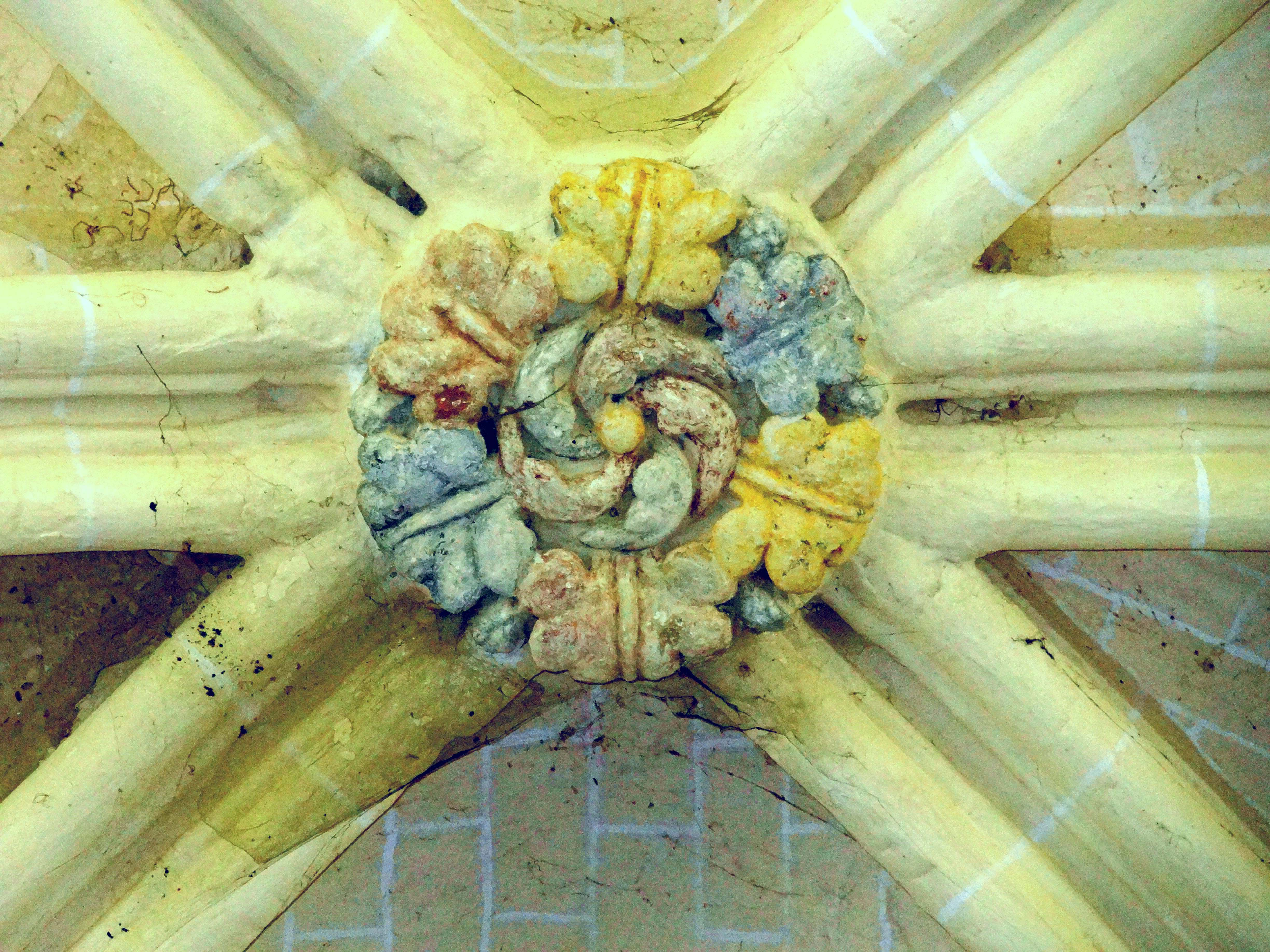
Chœur, clé de voûte.
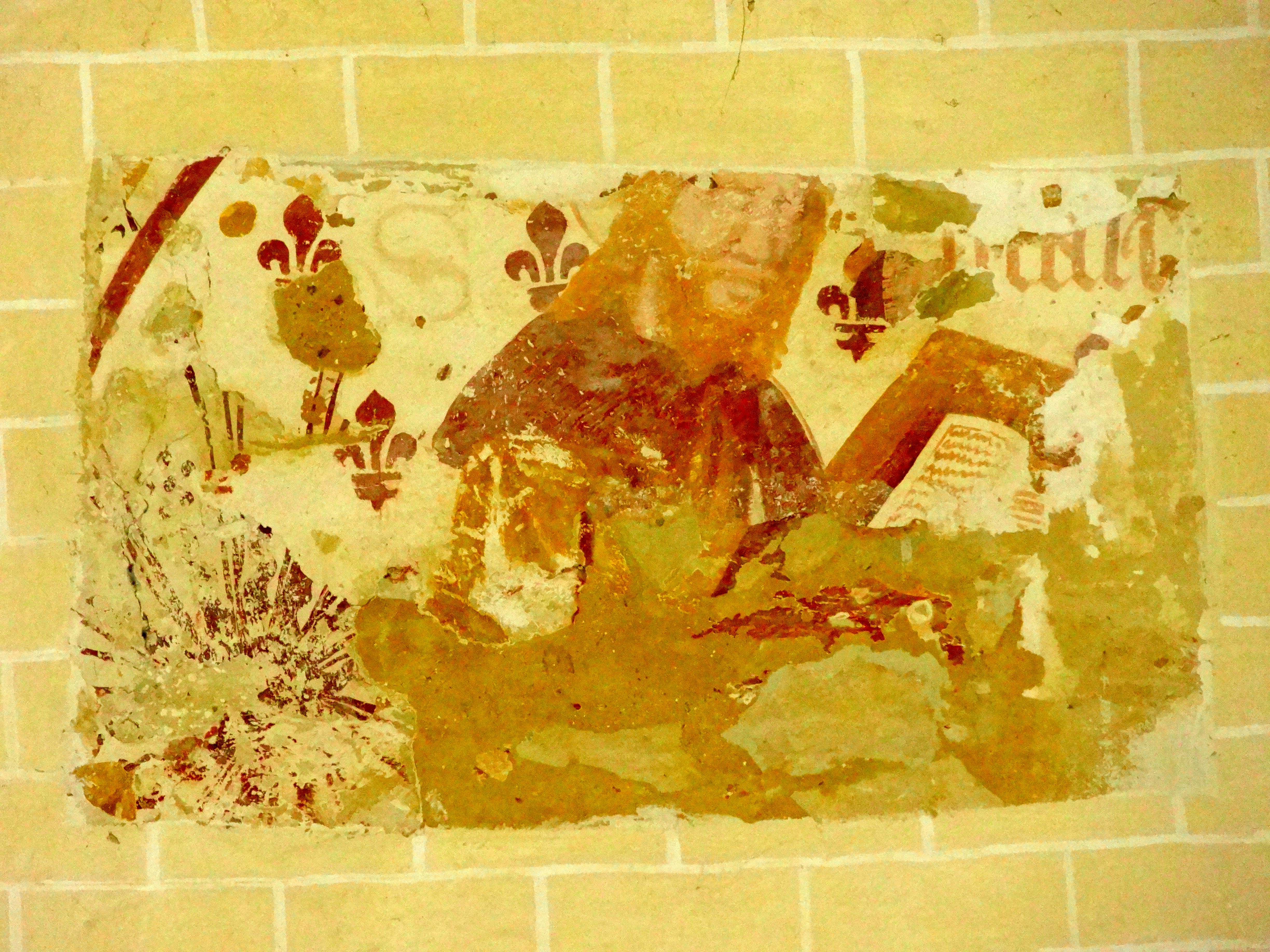
Chœur, peinture murale sous la voûte.
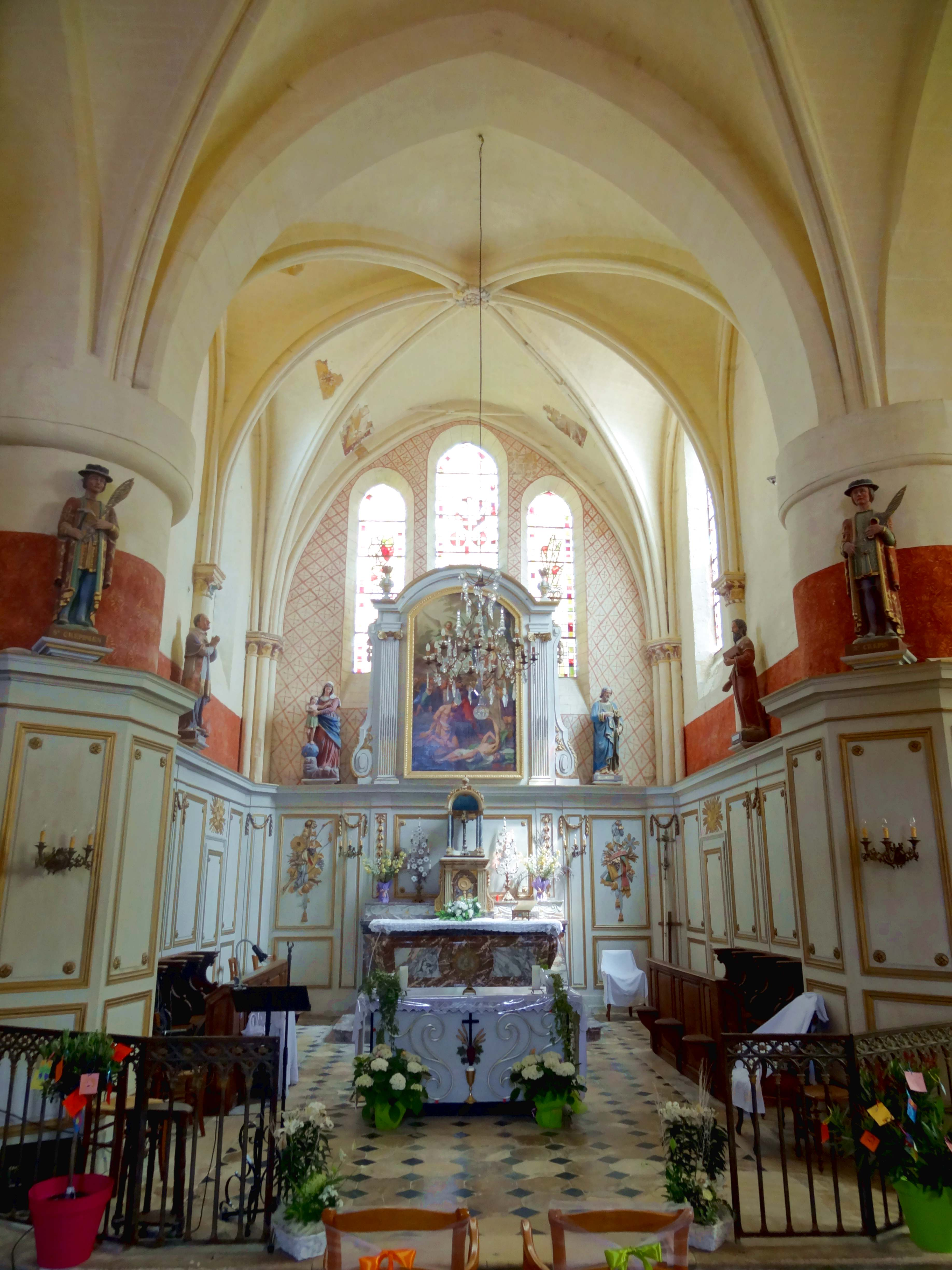
Croisée, vue vers l'est.
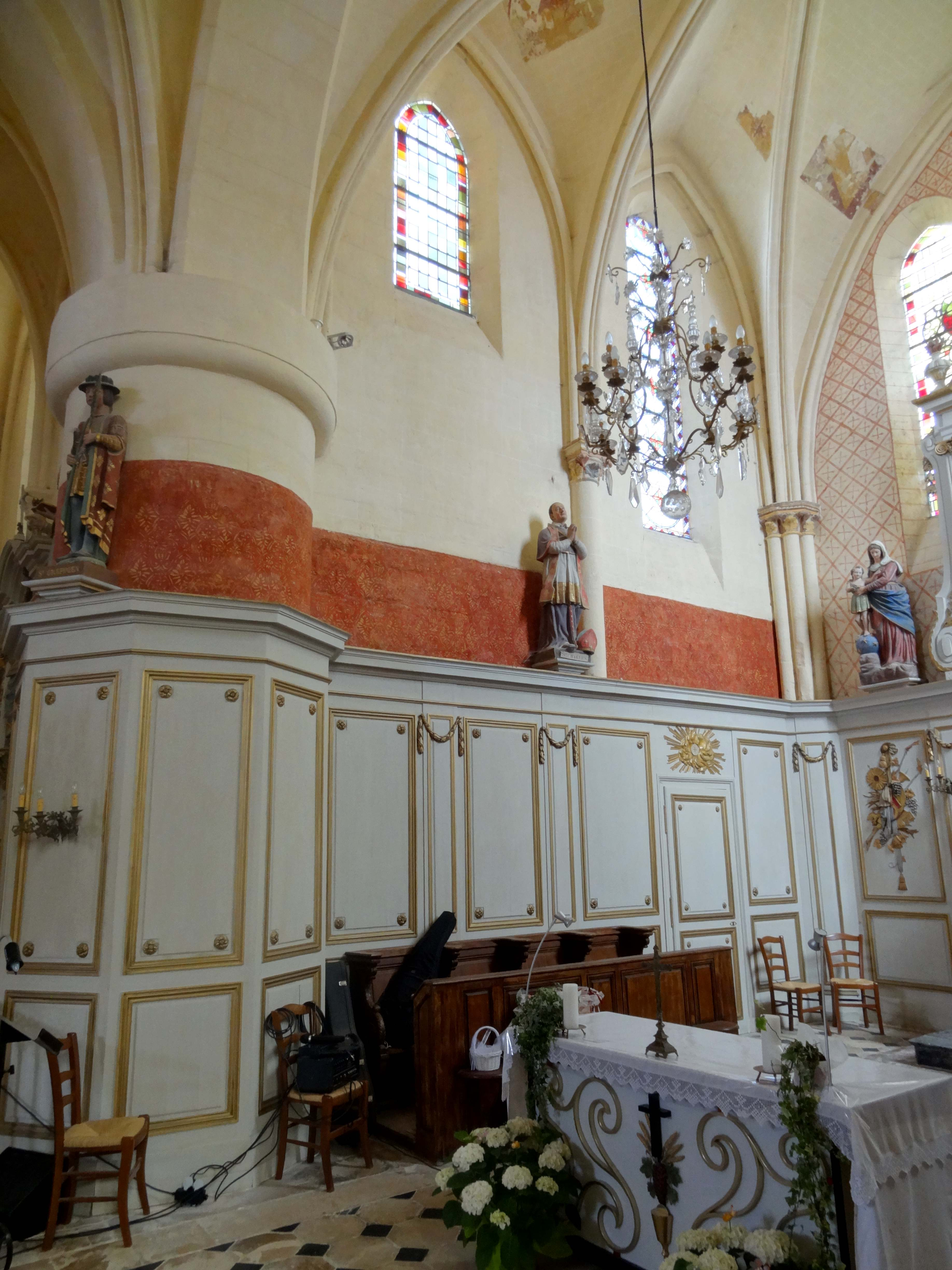
Chœur, vue vers le nord-est.
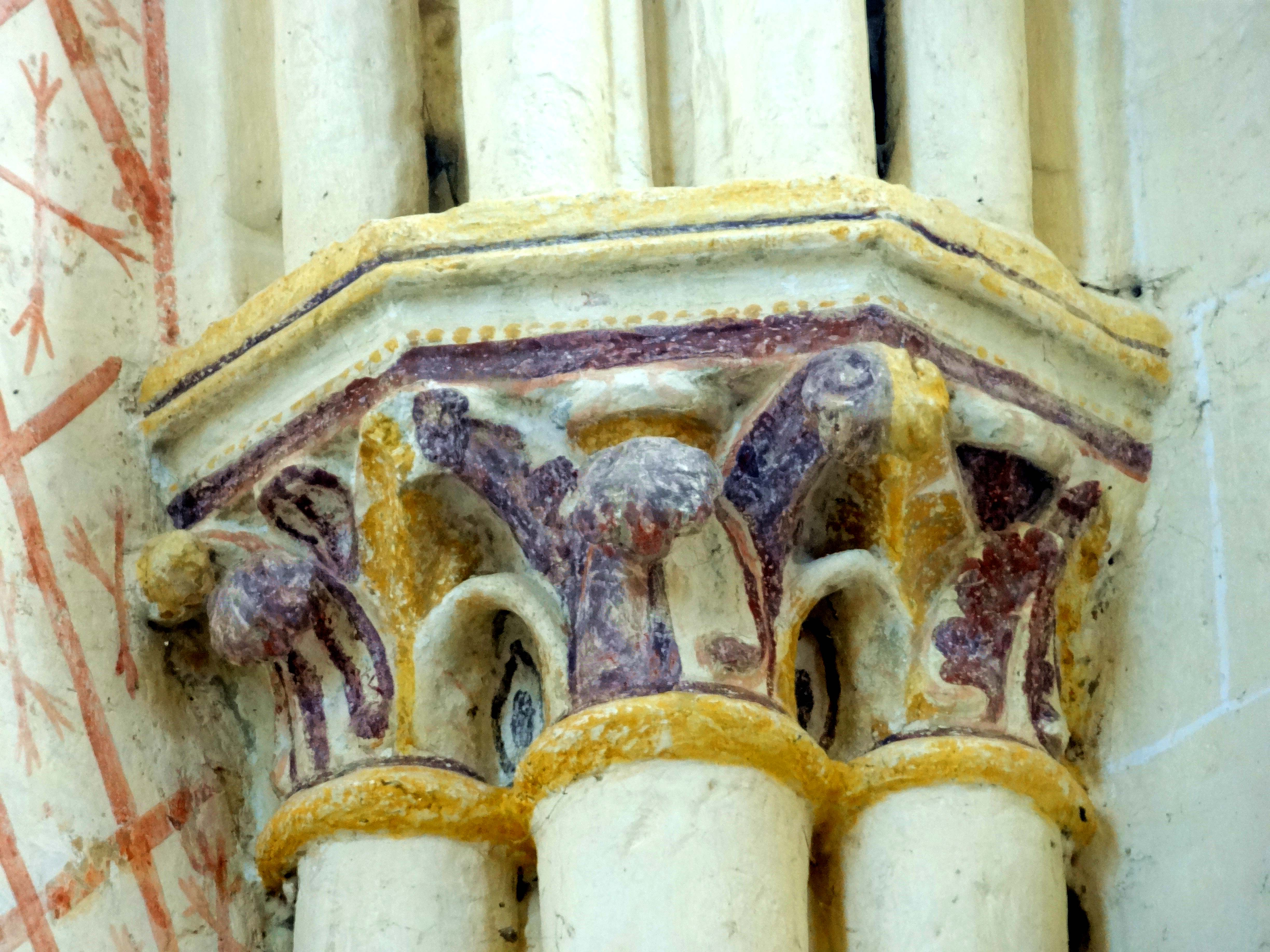
Chœur, chapiteaux à droite du chevet.
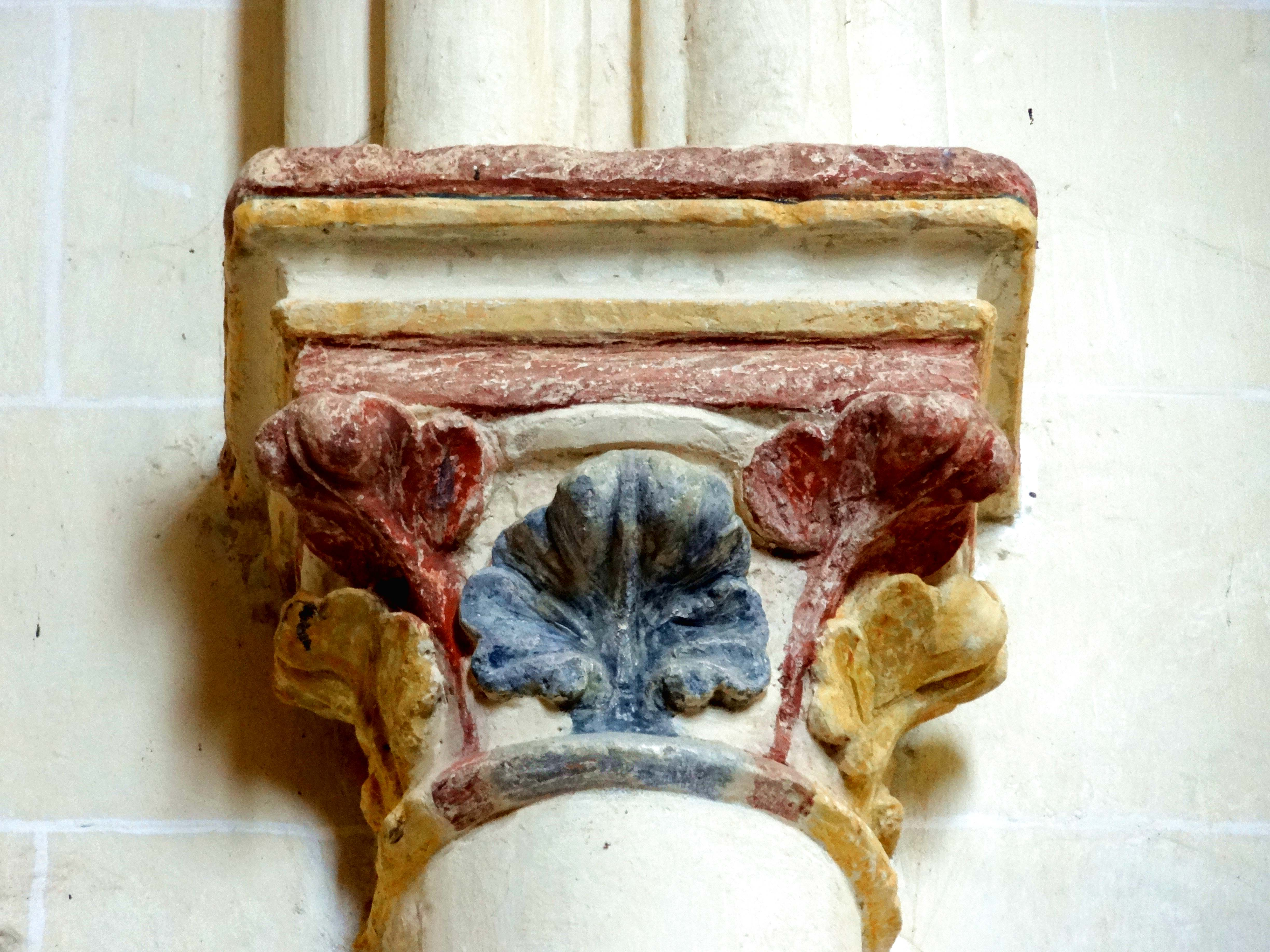
Chœur, chapiteau unique côté nord.

#### Croisillons du transept

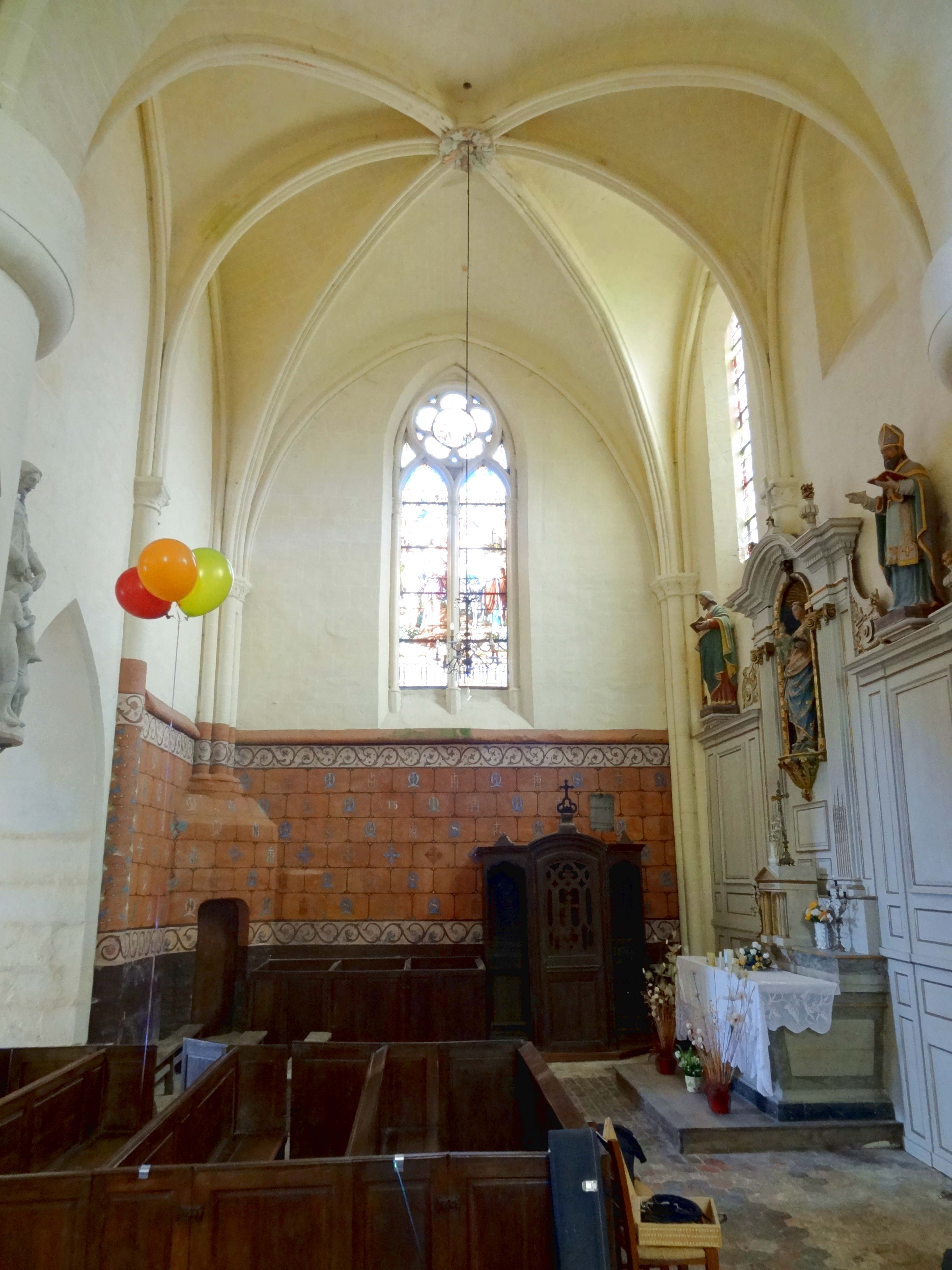
Croisillon nord, côté nord.

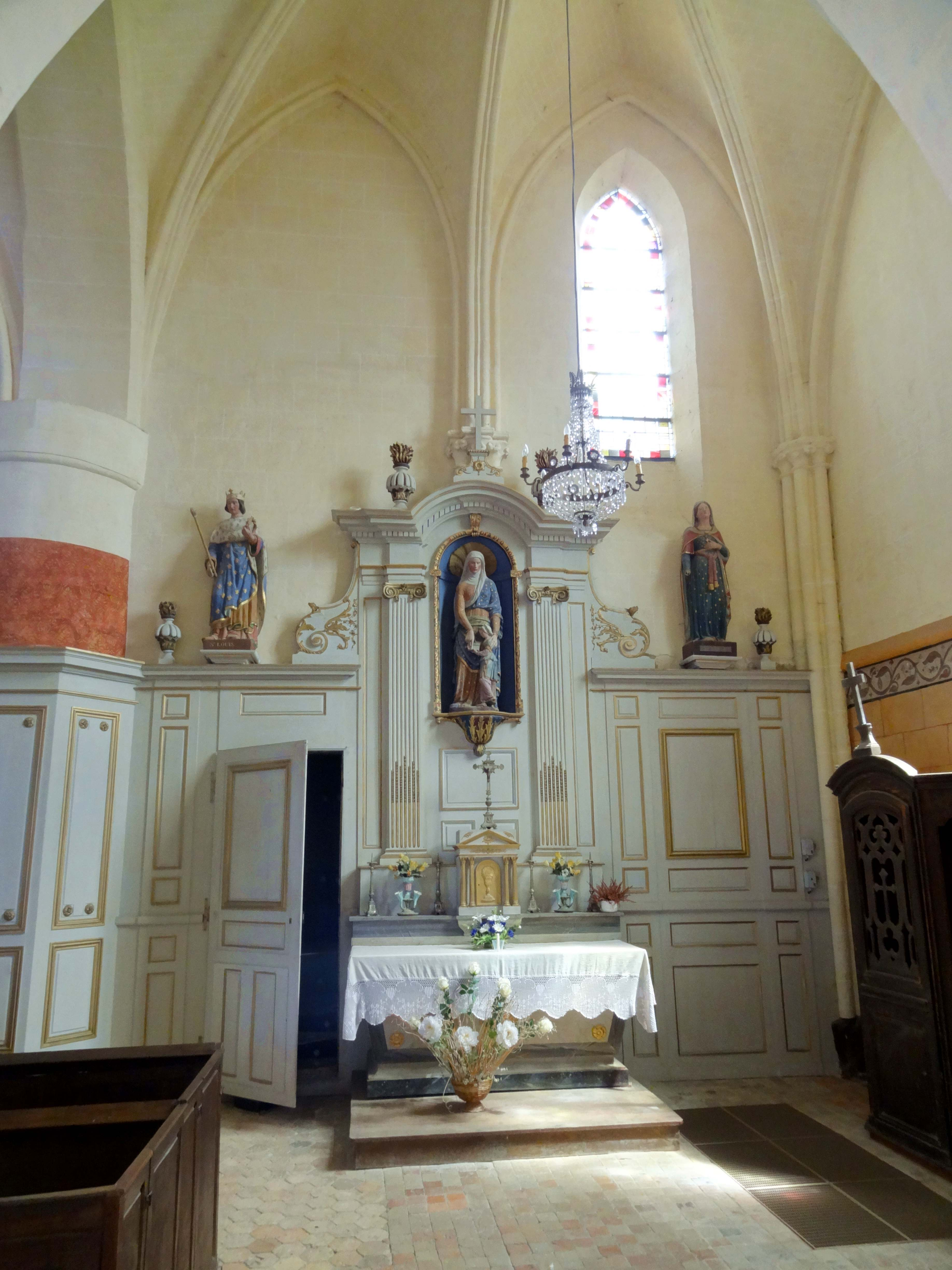
Croisillon sud, côté est.

Les croisillons du transept sont structurés de la même manière que le chœur. Pour les croisillons, les voûtes sexpartites sont la totale exception, et comme autre exemple dans le département, l'on ne peut guère citer que Bouillancy. Les principales différences portent sur les fenêtres aux extrémités nord et sud ; l'existence de grandes arcades dans la première demi-travée, du côté ouest, afin d'établir l'intercommunication avec les bas-côtés de la nef ; et les supports du croisillon sud. — Les fenêtres aux extrémités, dont au moins celle du nord ne devrait pas dater d'origine, sont strictement identiques, et pourvues d'un remplage de deux lancettes surmontées d'un oculus inscrivant un pentalobe, tous les écoinçons étant ajourés. Les meneaux sont précédés de tores, qui fusionnent aux points de rencontre, et portent des chapiteaux au niveau des impostes des lancettes. Le pourtour n'est mouluré qu'à l'extérieur de l'église. Les fenêtres occidentales ont disparu, et seule la lancette de la deuxième demi-travée subsiste à l'est. La partie supérieure de l'ébrasement de la lancette de la première demi-travée subsiste dans le croisillon nord. Dans les deux croisillons, il n'y a de boiseries qu'à l'est, où elles englobent des retables. Nonobstant, la partie inférieure des fûts est coupée dans l'angle sud-ouest du croisillon sud et au milieu de son mur latéral ouest. L'angle nord-ouest du croisillon nord est coupé par un mur oblique contenant la porte en anse de panier qui dessert la cage d'escalier hors-œuvre. Cet aménagement, qui évoque une sorte d'échauguette, est considéré comme disgracieux par Louis Graves. Néanmoins, le maître d'œuvre a pris soin de faire retomber le faisceau de colonnettes proprement sur des bases, formées par un petit et un grand tore aplatis, et un socle, qui sont placés au-dessus de l'échauguette. Aux extrémités nord et sud du transept ainsi qu'à l'ouest, les allèges sont peints en faux-appareil sur fond rouge. Un bandeau torique marque la limite des allèges, et une frise de rinceaux peint sur le mur court en dessous.
Les chapiteaux du transept sont badigeonnés de blanc, de même que la clé de voûte du croisillon sud. Dans le croisillon nord, les chapiteaux ont des tailloirs rudimentaires sous la forme de tablettes biseautées. La sculpture est inspirée du chœur, mais l'on ne relève que deux feuilles polylobées par chapiteau au lieu de trois, voir une seule pour les chapiteaux d'angle. Aucun chapiteau n'est sculpté de crochets. Quatre branches d'ogives adoptent le profil constaté dans le chœur, et les deux autres, celui observé dans le carré du transept. La clé de voûte, toujours polychrome, en rouge, marron et vert, est un disque affichant six feuilles polylobées disposées d'une façon dynamique autour du point central. Dans le croisillon sud, les tailloirs, malheureusement mutilés, sont assez minces, et profilés d'un tore et d'une baguette. Dans les angles, les tailloirs communs aux trois colonnettes sont de plan trapézoïdal, comme dans le chœur et le croisillon nord, mais au milieu des élévations latérales, l'architecte a également placé des faisceaux de trois fines colonnettes, et chaque chapiteau possède ici son propre tailloir. Le tailloir du chapiteau médian est carré, et fait légèrement saillie devant les deux autres. Les tailloirs des deux chapiteaux contigus sont carrés à l'angle abattu. Comme déjà évoqué, tous les chapiteaux du croisillon sud sont sculptés de feuilles simples terminés en crochets sous la forme de fleurons épanouis, caractéristiques des années 1230-1240 comme les réseaux des deux fenêtres d'extrémité. Les ogives sont partagées entre les deux profils, comme au nord. La clé de voûte, sans intérêt, est un petit disque sculpté d'une rose sans grâce ni imagination.

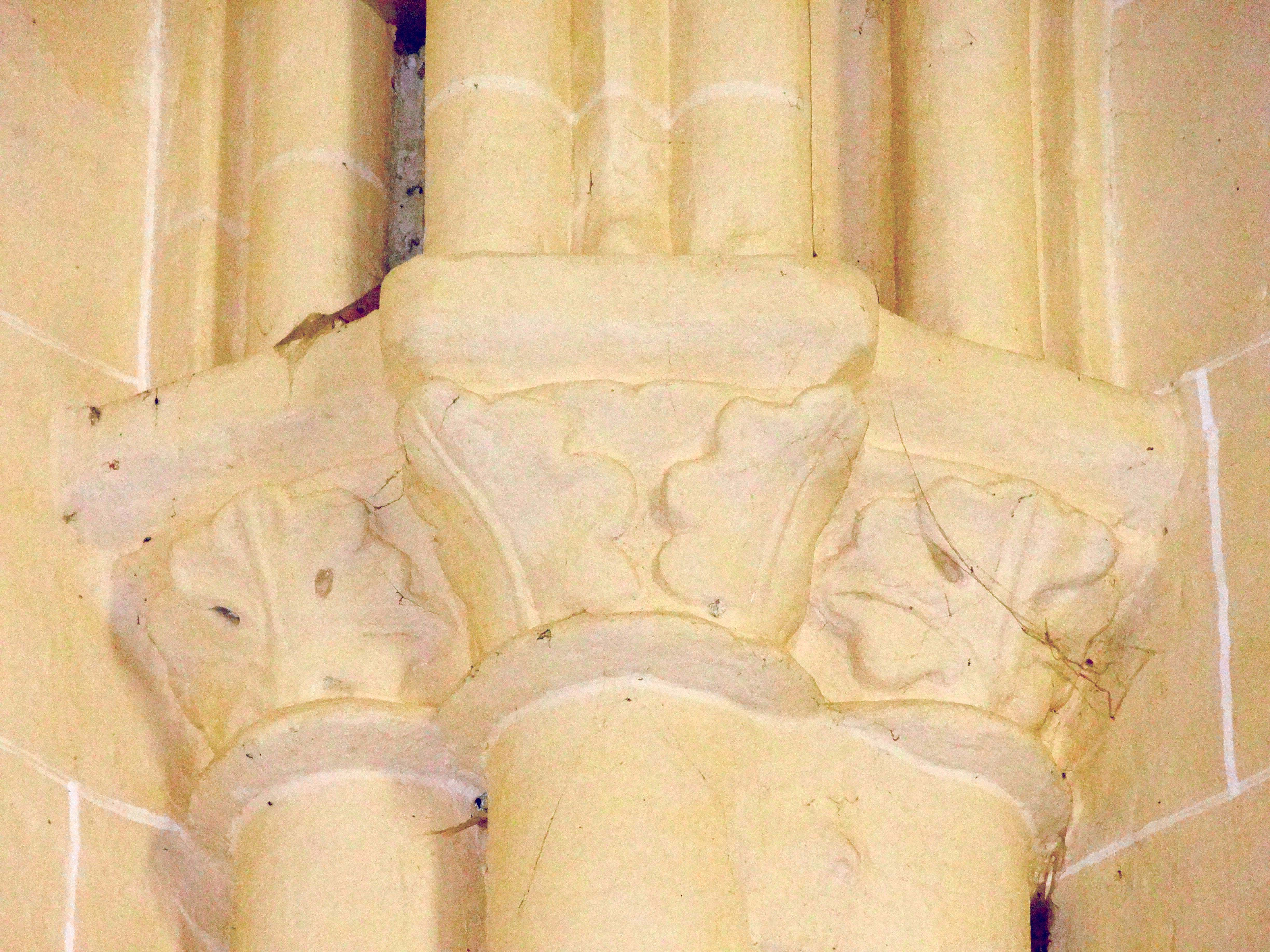
Croisillon nord, chapiteaux au nord-ouest.
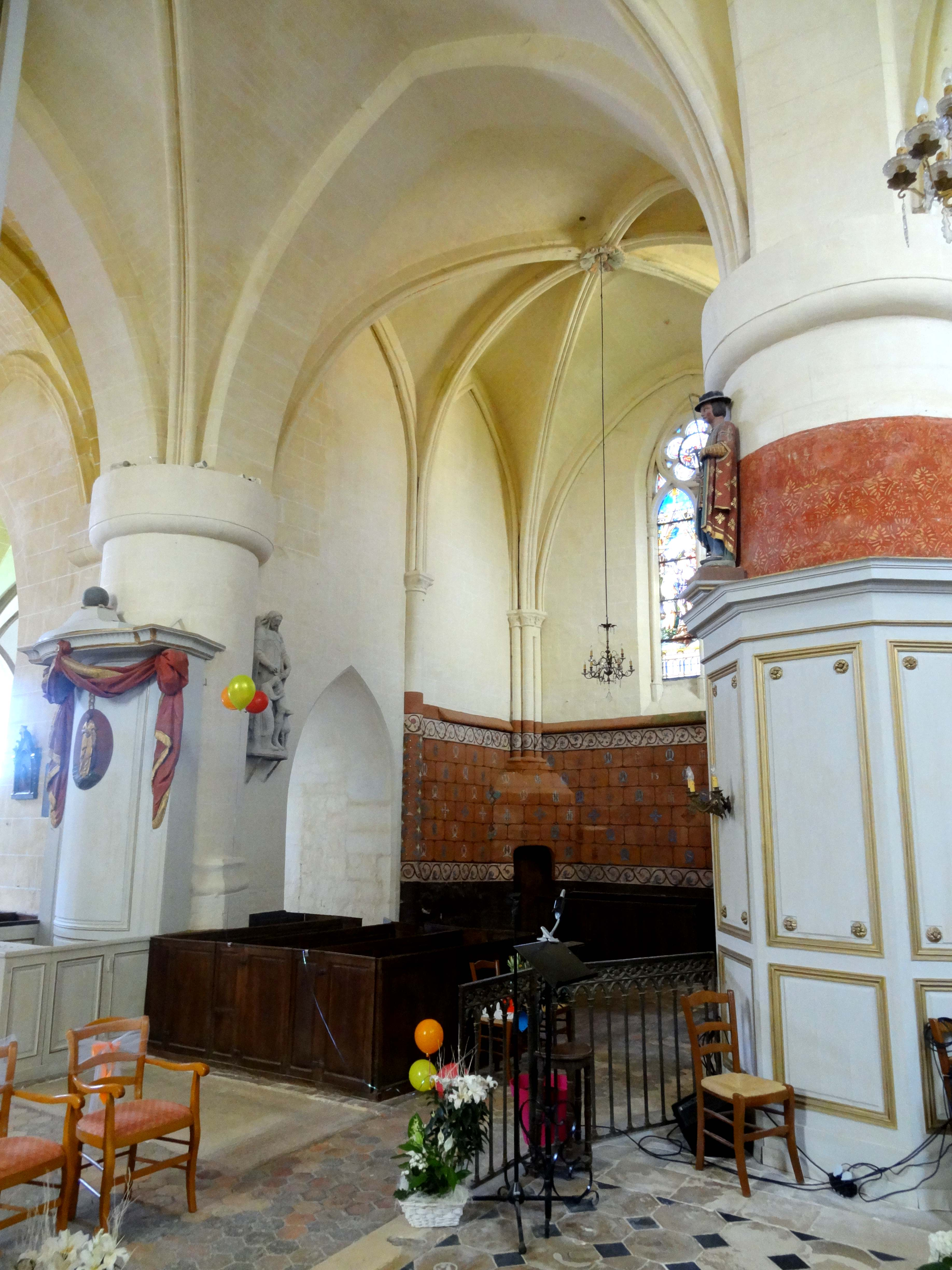
Croisée, vue vers le nord-ouest.
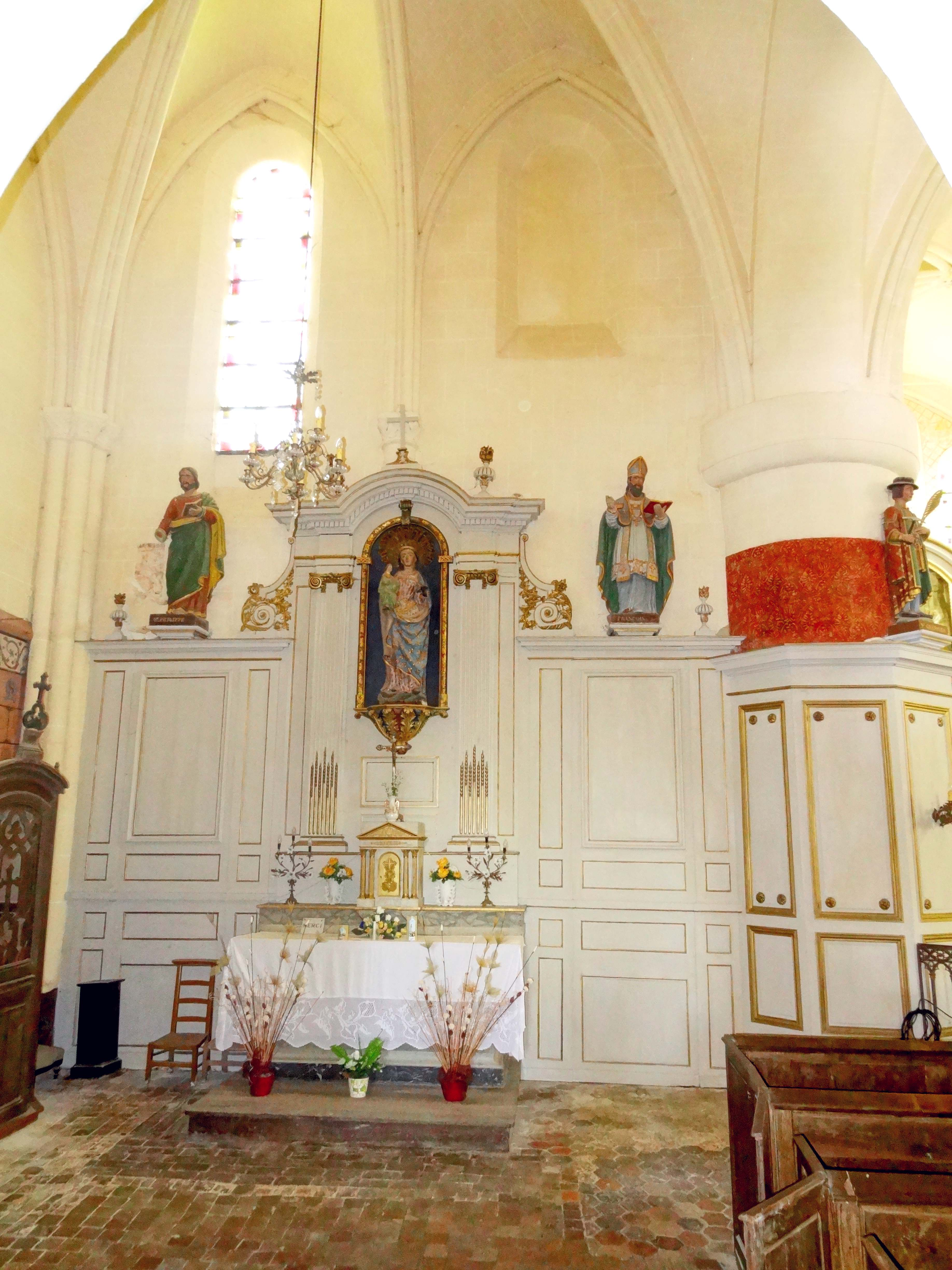
Croisillon nord, vue vers l'est.
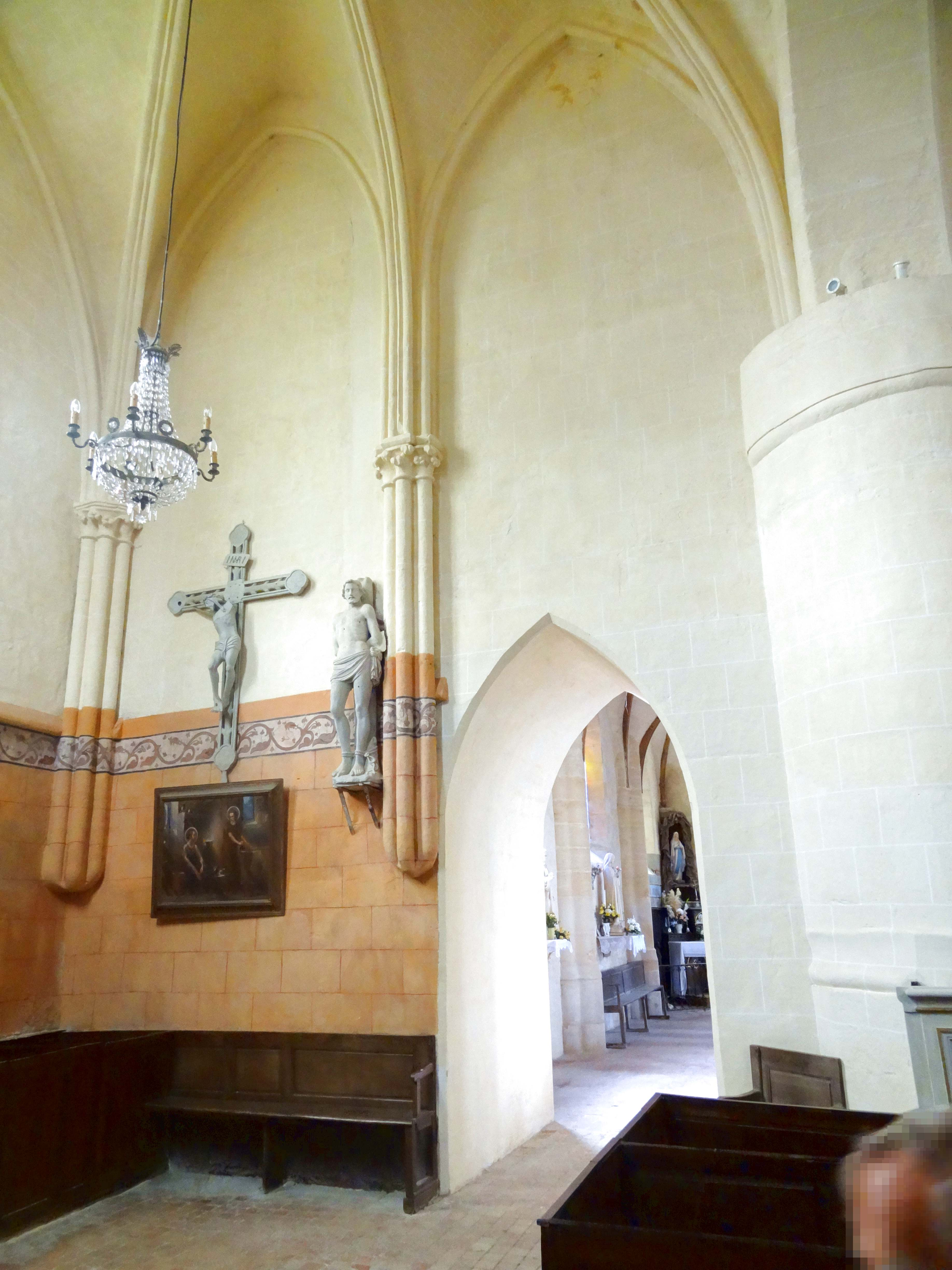
Croisillon sud, vue vers le sud-ouest.
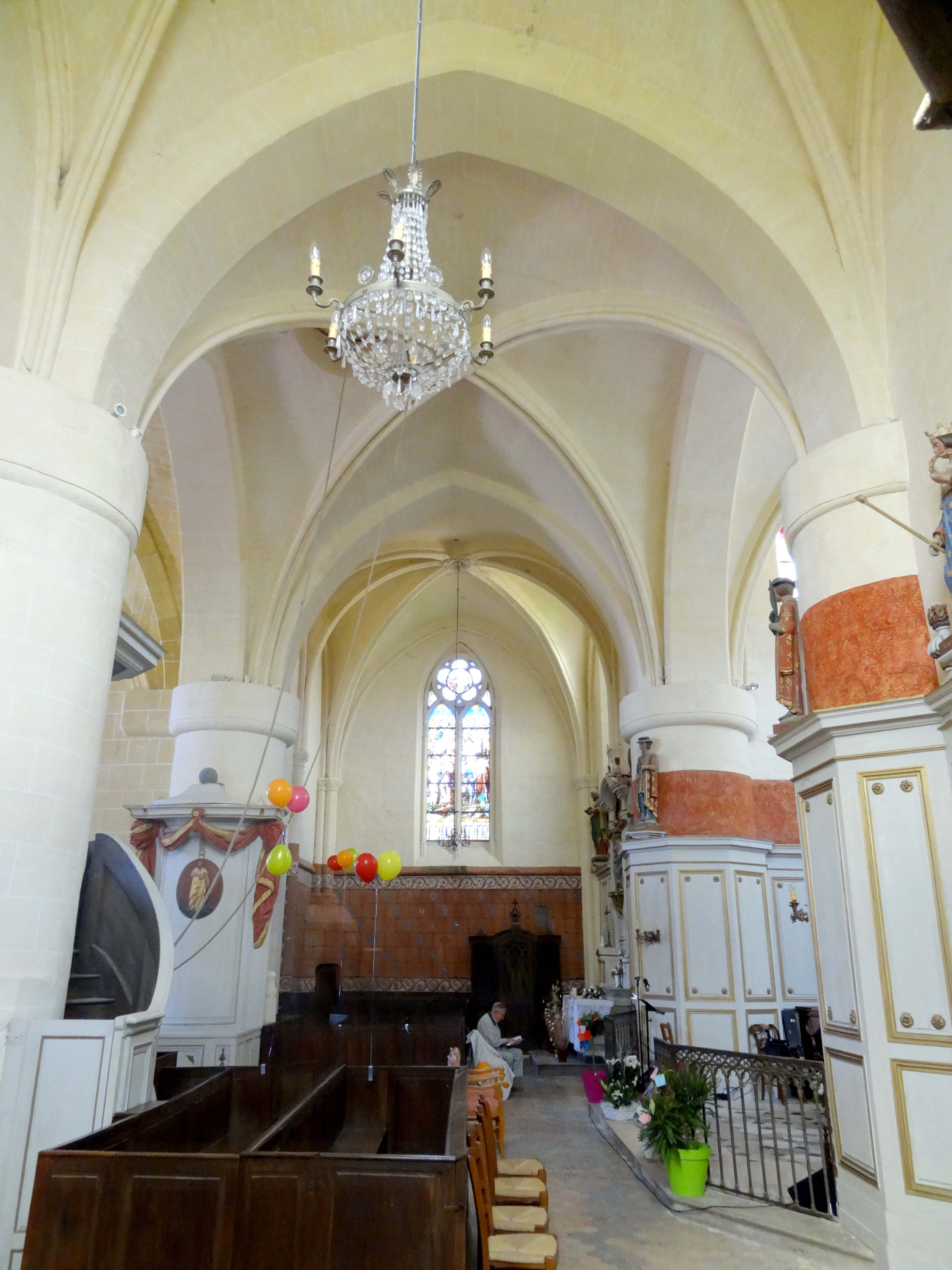
Croisillon sud, vue vers le nord.
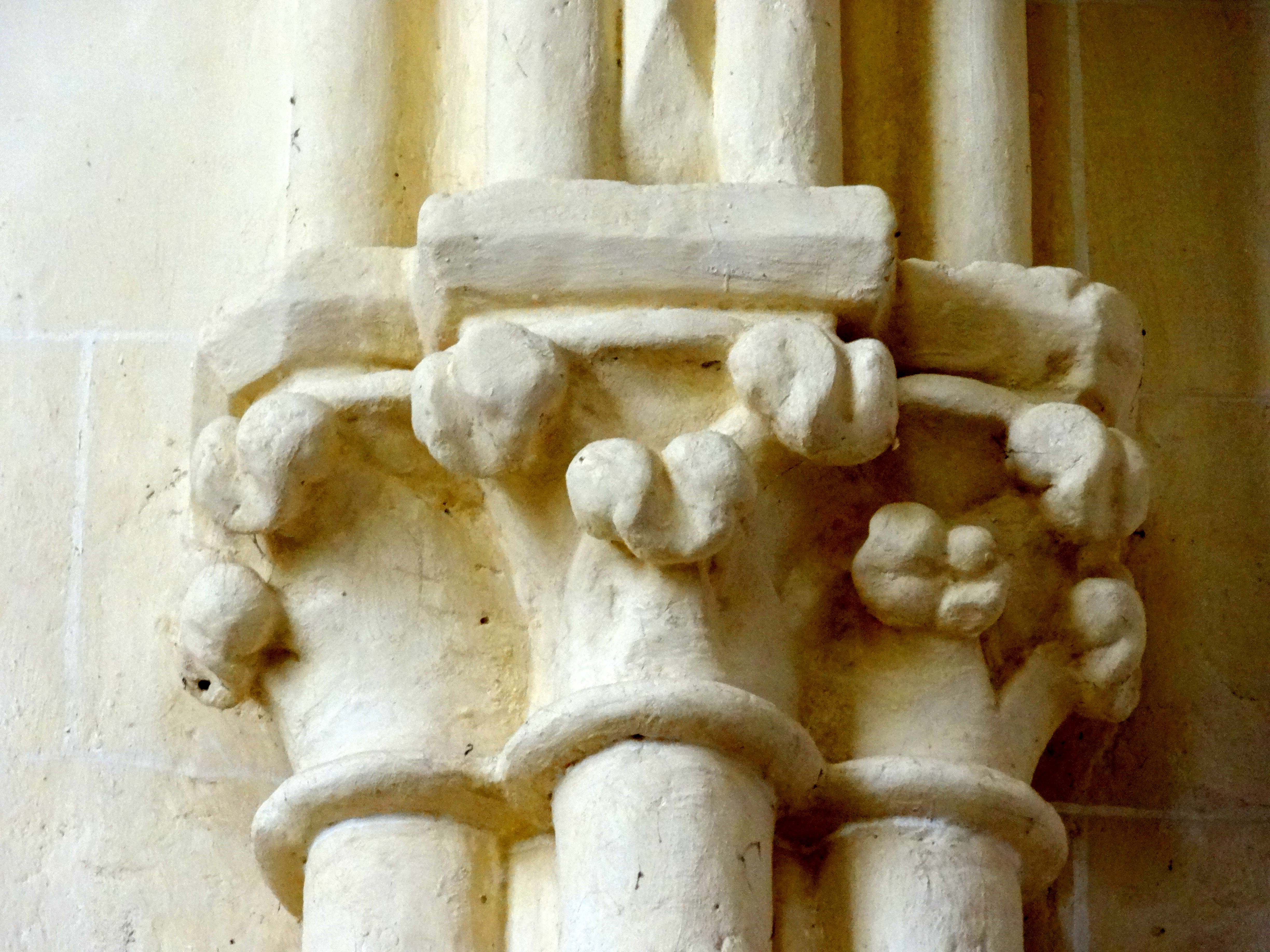
Croisillon sud, chapiteaux côté ouest.

### Extérieur

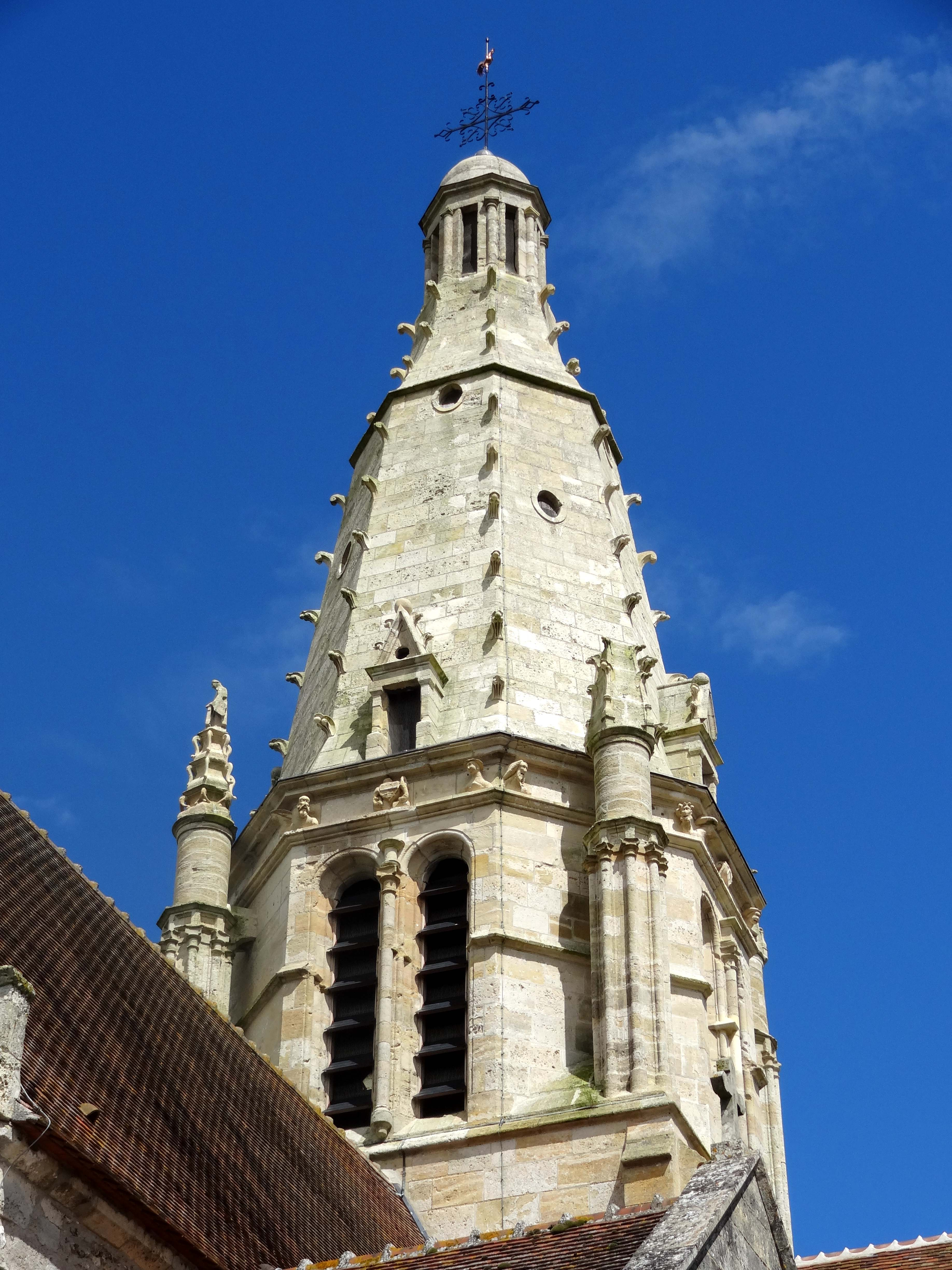
Clocher, vue depuis le sud-ouest.

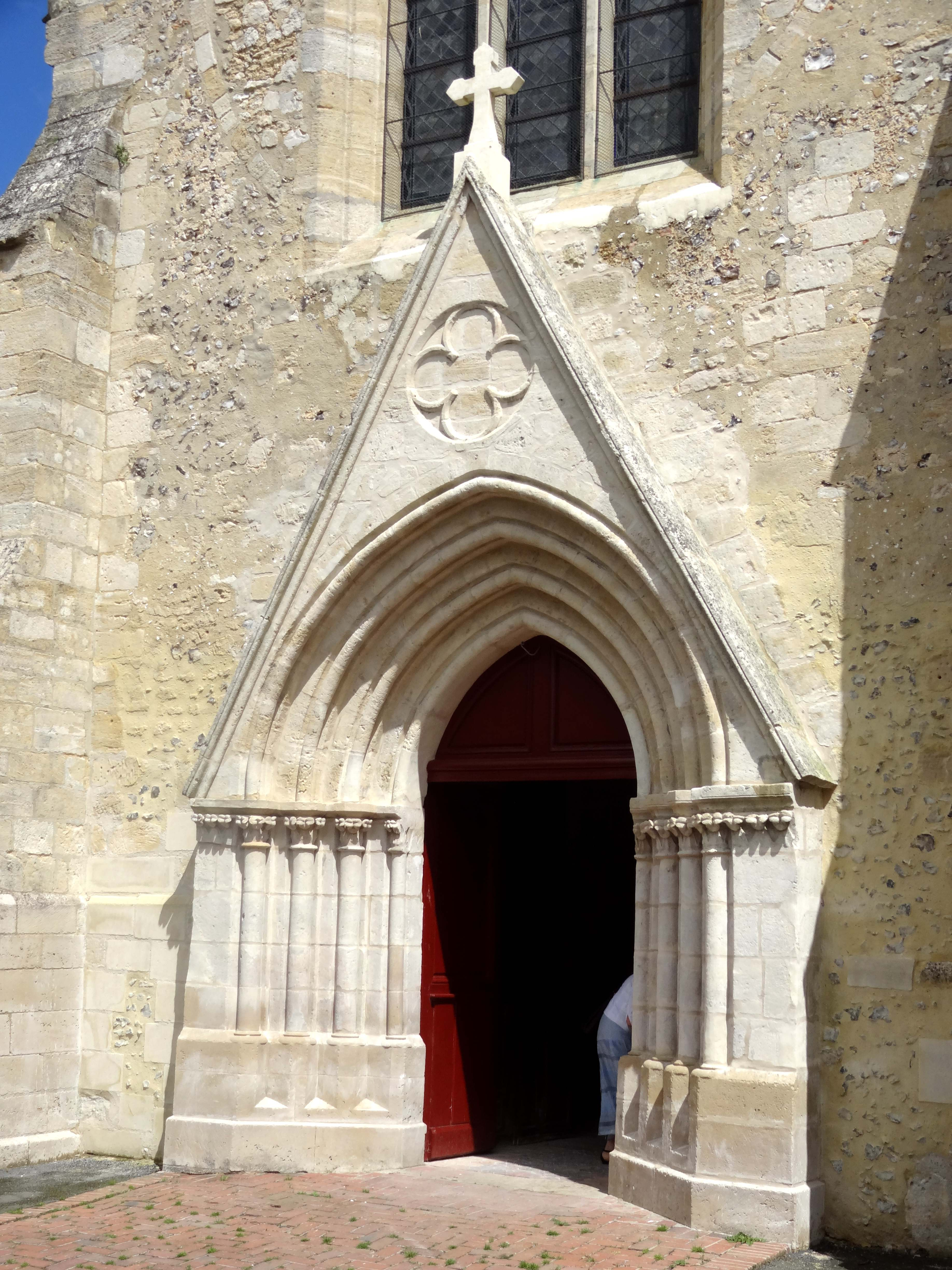
Portail occidental.

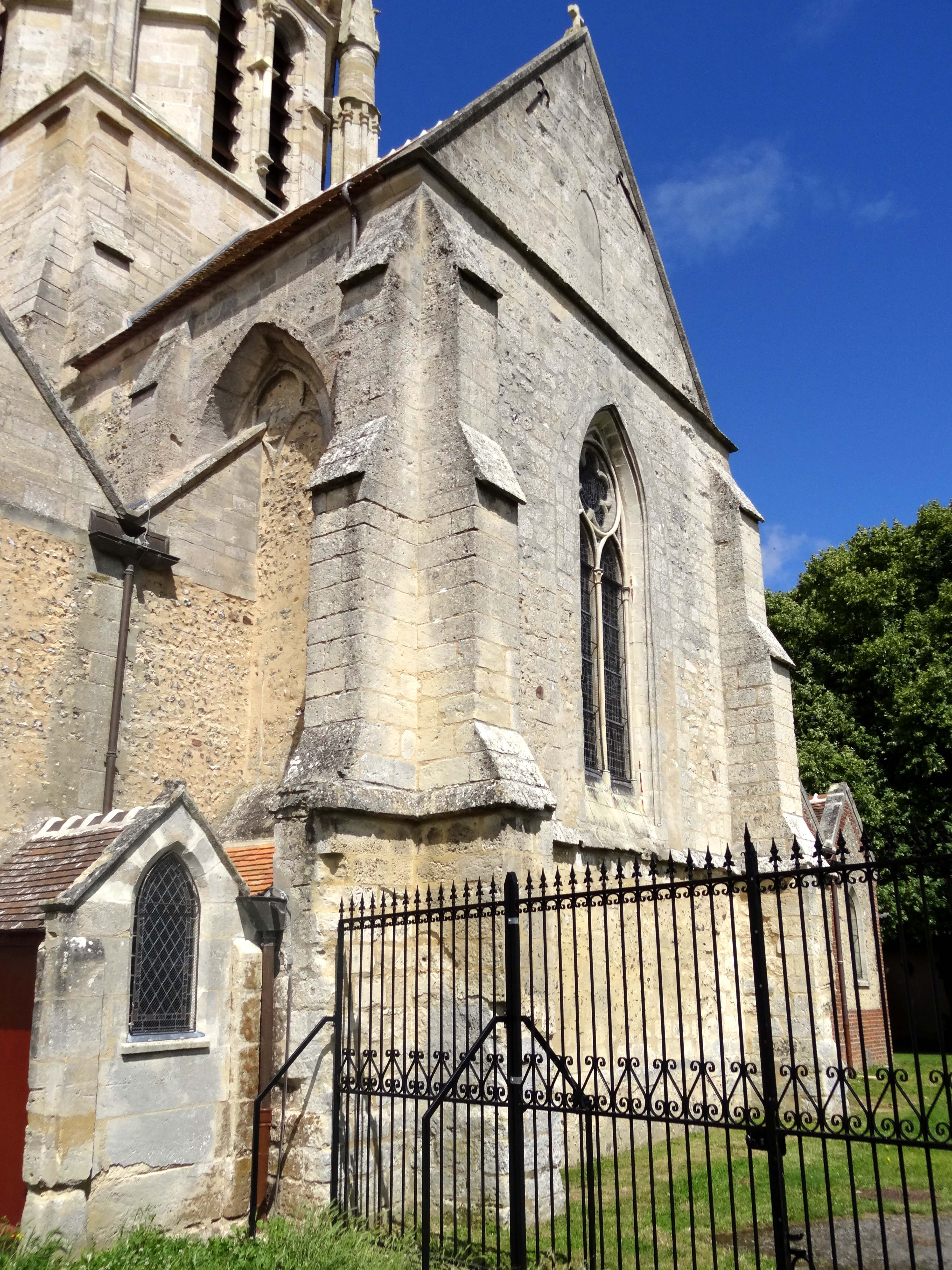
Croisillon sud.

Le clocher et sa flèche constituent les éléments les plus remarquables de l'église à l'extérieur, davantage pour leur singularité que pour leurs qualités esthétiques, car comme le dit Louis Graves, la flèche est aussi lourde que les clochers gothiques sont élégants. Dans le département, Saint-Crépin-Ibouvillers possède l'une parmi seulement trois flèches du XVIe siècle sur la rive droite de l'Oise, les autres étant Boran-sur-Oise et Venette. C'est aussi l'une des rares flèches de cette époque qui ne se situe pas au milieu d'une plate-forme entourée d'une balustrade. Mais on ne peut prêter aucune foi à la tradition locale, qui prétend que la flèche ait été élevée par un architecte anglais sous la guerre de Cent Ans, contredite par la datation de Graves, Lefèvre-Pontalis et Richard-Rivoire. Le clocher et la flèche sont entièrement appareillées en pierre de taille, contrairement au reste de l'église, où les murs sont bâtis en moellons irréguliers noyés dans un mortier. La pierre de taille est alors réservée aux contreforts, aux pourtours et remplages des fenêtres, et aux éléments sculptés ou moulurés. L'on note que les parpaings sont plus petits jusqu'à quatre assises en dessous de la corniche du premier étage. Comme le souligne Eugène Lefèvre-Pontalis, il est difficile d'assigner à la flèche une date antérieure à 1550. Le premier étage est aveugle, et a pour vocation à faire émerger des toitures l'étage de beffroi. Ce premier étage est encore de plan carré, et chacun de ses angles est épaulé par deux contreforts orthogonaux, qui sont scandés par les mêmes larmiers et s'amortissent par le même glacis formant larmier que les contreforts des croisillons et du chœur. La corniche est une sorte de larmier adouci par un tore. La transition vers le plan octogonal de l'étage de beffroi et de la flèche s'opère par des plans inclinés aux quatre angles, qui sont en partie masqués par des clochetons effilés d'une conception étrange. Leur partie inférieure est octogonale, et cantonnée de quatre fines colonnettes corinthiennes. Leur partie supérieure se compose d'un gros fût et d'une petite flèche sur plan carré. Deux parmi ces flèches sont de style flamboyant, et ont les arêtes garnies de crochet. La flèche de l'angle sud-ouest s'inspire du style Renaissance, et est divisée en trois étages dont le diamètre diminue successivement. Ces étages sont séparés par des lamiers saillants, et flanqués de volutes découpées à jour. Il y a un couronnement sous la forme d'une statuette. La flèche de l'angle nord-est manque. Eugène Lefèvre-Pontalis observe encore qu'une flèche octogonale flamboyante existe à Septmonts, et que l'étage supérieur du clocher de Flavacourt est également octogonal,,.
L'étage de beffroi présente huit pans, dont seulement ceux tournés vers les points cardinaux sont percées de deux baies en plein cintre géminées, et par ailleurs moins larges que les autres. À titre de comparaison, les clochers octogonaux romans de la région ont huit pans identiques, abstraction faite de la sculpture. Les ébrasements des baies sont moulurées et entourés d'un tore. Une colonnette au chapiteau corinthien stylisé est plaqué devant le trumeau, et repose sur un culot. Sur les clochers médiévaux, les colonnettes servent de supports aux archivoltes des baies ; ici, elles ne semblent pas vraiment à leur place. À mi-hauteur, un larmier scande horizontalement l'étage, en épargnant seulement les colonnettes, mais pas les ébrasements des baies, ce qui est également assez curieux. L'étage se termine par un entablement schématisé, dont l'architrave se limite à un bandeau saillant, et dont la corniche, également assez sommairement moulurée, ne comporte ni denticules, ni aucun autre motif ornemental. En revanche, la métope accueille un emblème héraldique maladroitement sculpté au milieu de chaque face, et deux têtes humaines d'allure caricaturale, ou deux chimères selon les cas, font saillie près des angles. Quant à la flèche, ses faces sont lisses, et non sculptées des écailles habituelles. Les arêtes sont garnies de crochets, seul ornement flamboyant présent sur le clocher. Sur les deux tiers inférieurs, le devers des huit pans est faible, puis la flèche se rétrécit de manière un peu abrupte, et ses pans adoptent une forme galbé. Au sommet, trône un lanternon octogonal coiffé d'une calotte, avec des fentes rectangulaires comme baies, et des colonnettes doriques plaquées devant chacun des angles. Des lucarnes aux baies rectangulaires et aux frontons triangulaires sont disposées au-dessus des baies de l'étage de beffroi. Leurs rampants sont également garnis de crochets, et ils sont sommés d'une boule,,.
Le portail occidental, qui a perdu son tympan, forme un avant-corps faisant saillie devant la façade, qui est amorti par un gâble aigu. Son centre est décoré d'un quatre-feuilles en bas-relief, et ses rampants sont moulurés d'une gorge entre deux tores. Le portail s'ouvre sous une quadruple archivolte torique, qui retombe sur quatre colonnettes à chapiteaux de chaque côté. Logées dans des angles rentrants, leurs bases, profilées d'un petit et d'un grand tore aplatis, reposent sur de hauts socles aux angles abattus, fui fusionnent à l'approche du sol. D'une facture assez élégante, ce portail est toutefois d'une certaine sécheresse, puisque les chapiteaux sont tous identiques, comme dans le croisillon sud, et leurs tailloirs se résument à des tablettes biseautées, comme dans le croisillon nord. Au-dessus du portail, les contours de l'immense rosace qui éclairait initialement la nef sont encore visibles. La fenêtre actuelle avec son remplage gothique rayonnant tardif et les deux fenêtres légèrement antérieures aux deux extrémités du transept ont déjà été décrites dans le contexte de l'intérieur de l'église. Il est à préciser à ce titre que sur le transept, les arêtes entre les surfaces murales et les ébrasements des baies sont adoucies par des moulures analogues aux rampants du gâble. Par ailleurs, les vestiges d'une autre fenêtre rayonnante subsistent à l'ouest du croisillon sud, dans la deuxième demi-travée. À l'instar de l'église de Méru, les trois baies du triplet du chevet sont surmontées d'archivoltes toriques retombant sur quatre fines colonnettes à chapiteaux. Un court contrefort se situe sous la baie médiane du triplet. Hormis le portail et ces fenêtres, les élévations latérales et le chevet n'offrent aucun détail intéressant, si ce n'est la tourelle d'escalier à l'angle nord-ouest du croisillon nord. Ajourée seulement de quelques étroites ouvertures rectangulaires, elle adopte un plan octogonal, est scandé par deux larmiers, et coiffée d'une flèche de pierre également octogonale. L'accès se fait depuis l'intérieur. L'on note que les croisillons et le chœur sont conçus selon les mêmes principes. Deux contreforts orthogonaux flanquent chaque angle. Il y a également des contreforts au milieu des murs latéraux, à la retombée des branches d'ogives supplémentaires. Ils se retraitent deux fois par un glacis formant larmier, et s'amortissent par un glacis analogue. Le premier glacis est aligné sur le larmier qui fait le tour des parties orientales à la limite des allèges. Un autre larmier court à la naissance des pignons. Tous ces pignons sont couronnés d'un antéfixe. Pour les pignons néo-gothiques des travées des bas-côtés, l'on a repris le motif du quadrilobe présent sur le gâble du portail.

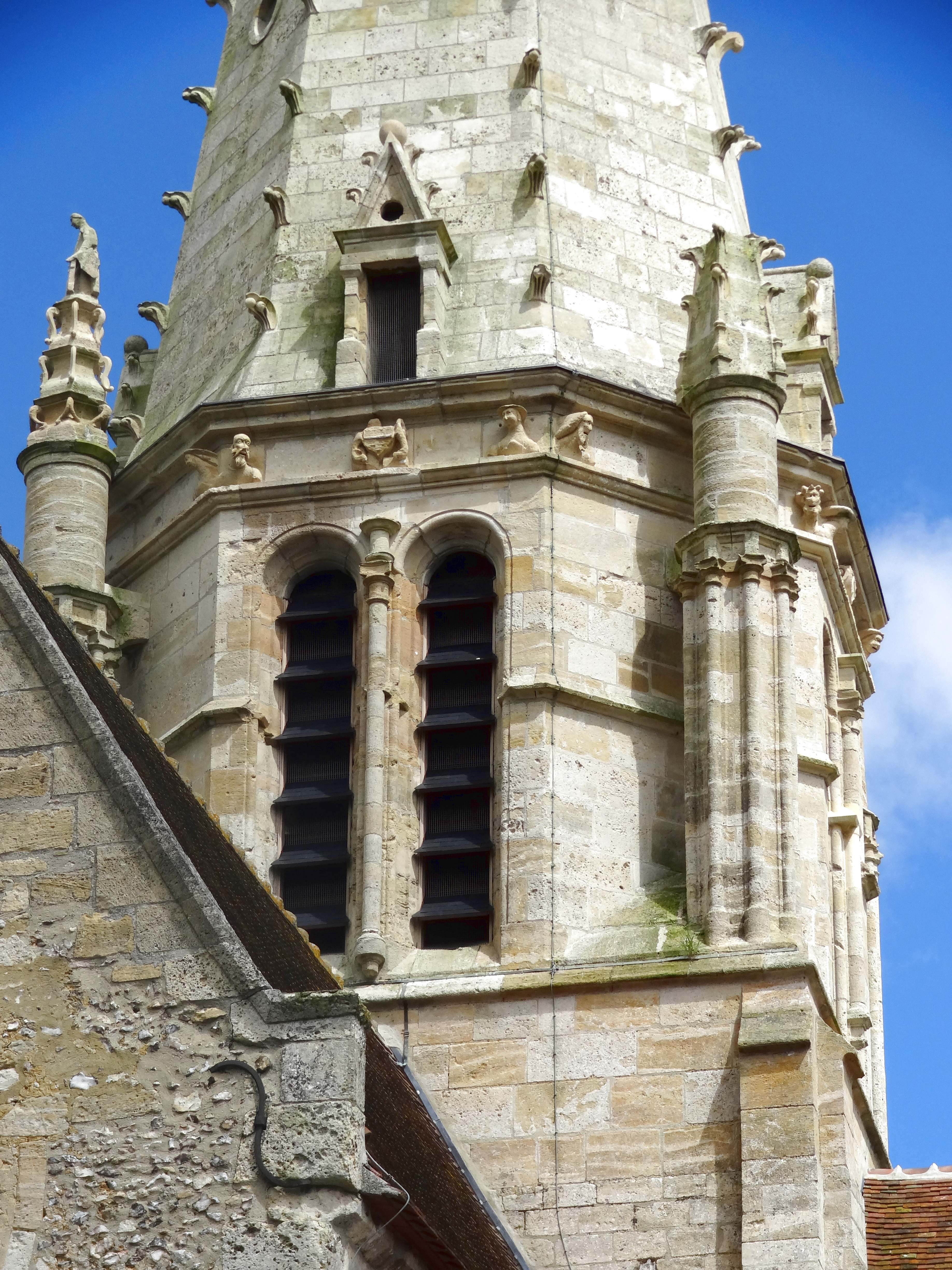
Clocher, étage de beffroi, côté ouest.
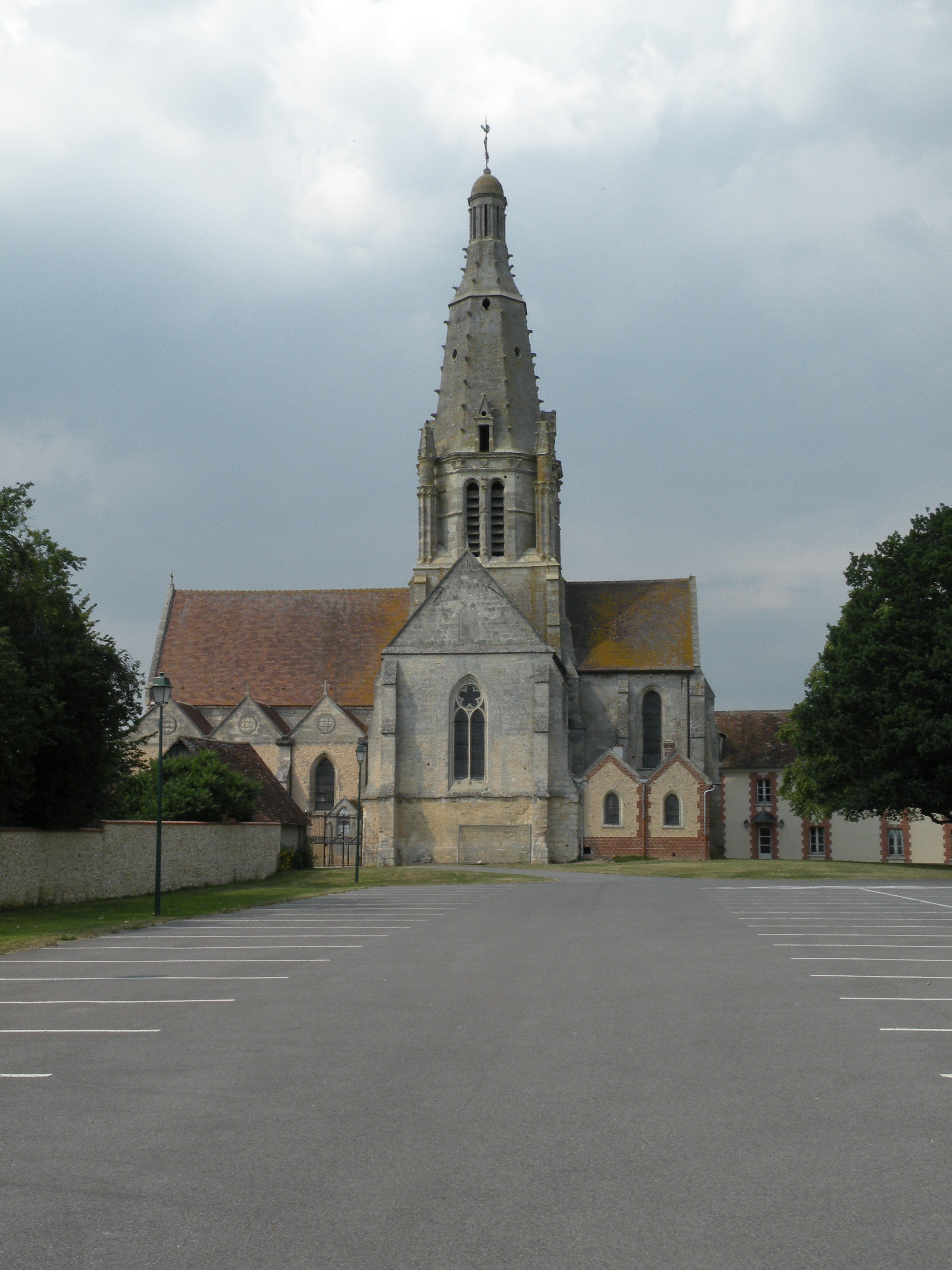
Vue depuis le sud.
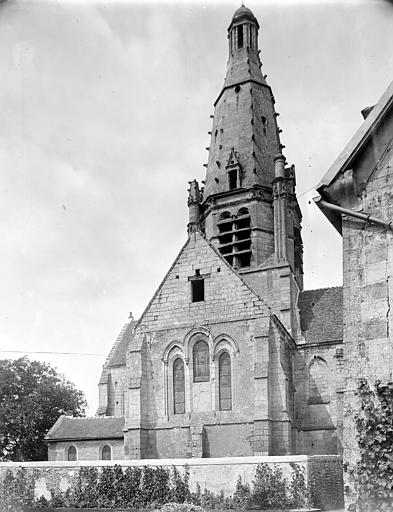
Vue depuis l'est, vers la fin du XIXe siècle.
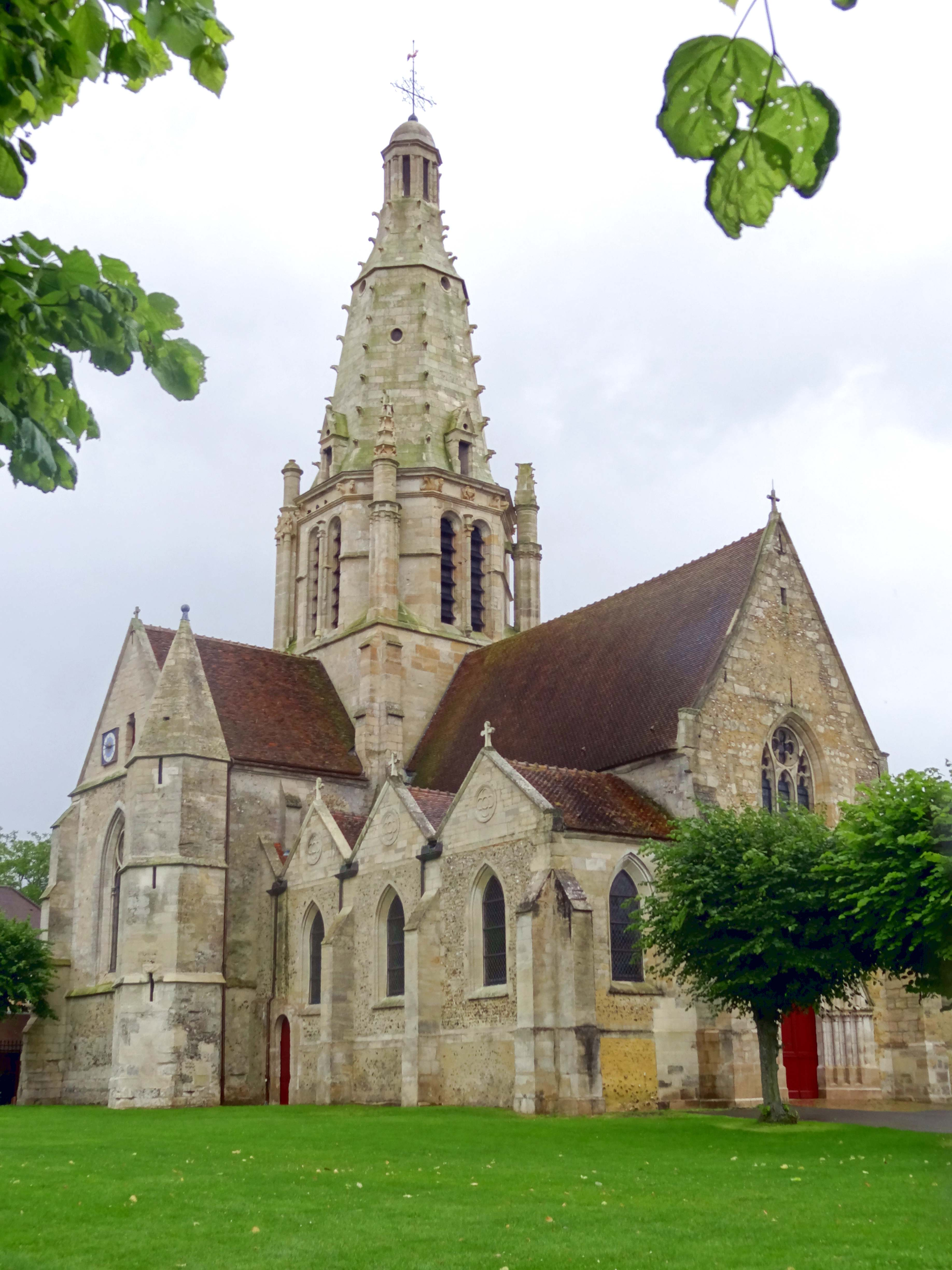
Vue depuis le nord-ouest.
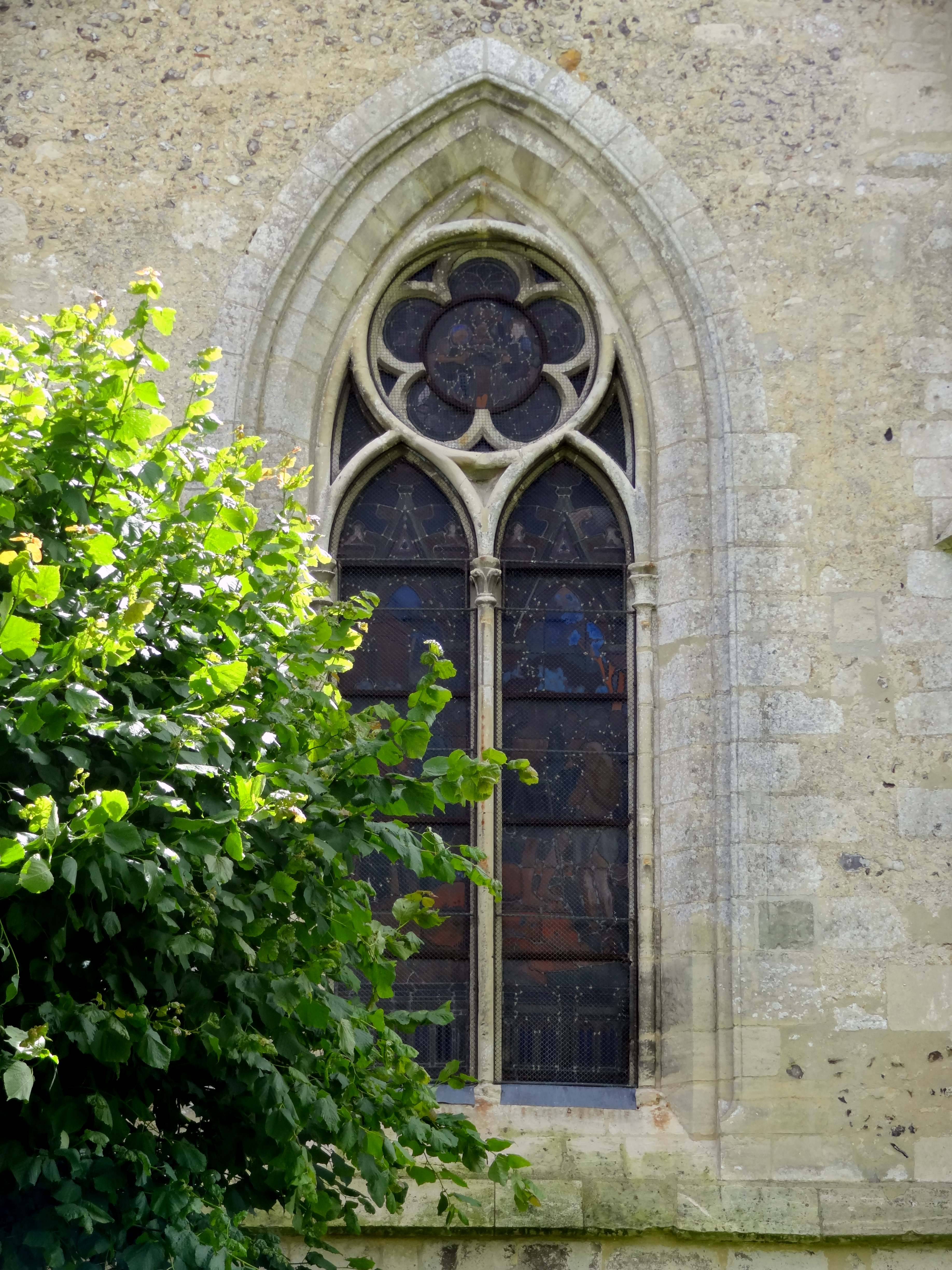
Croisillon nord, fenêtre côté nord.
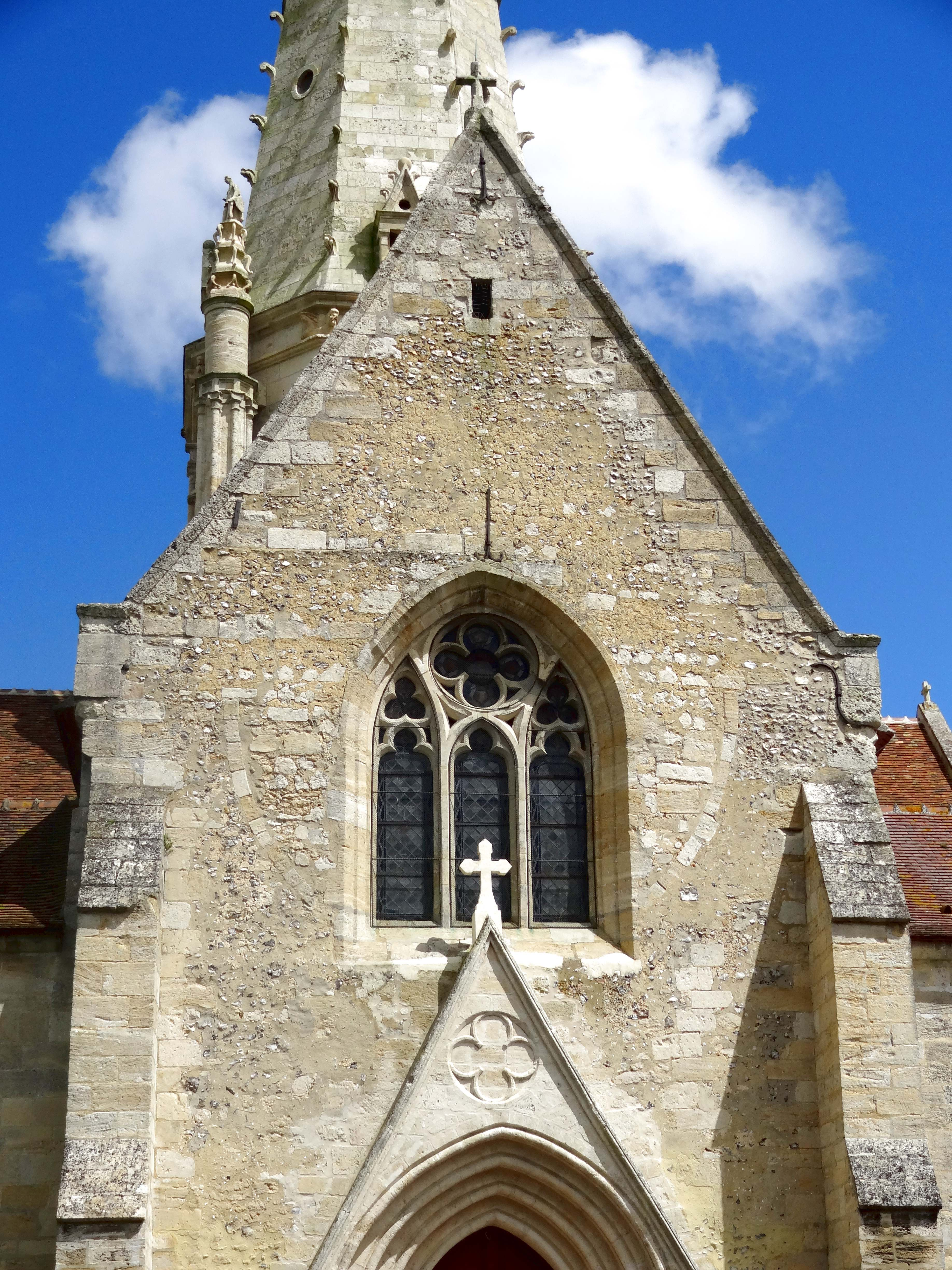
Façade occidentale, parties hautes.

## Mobilier

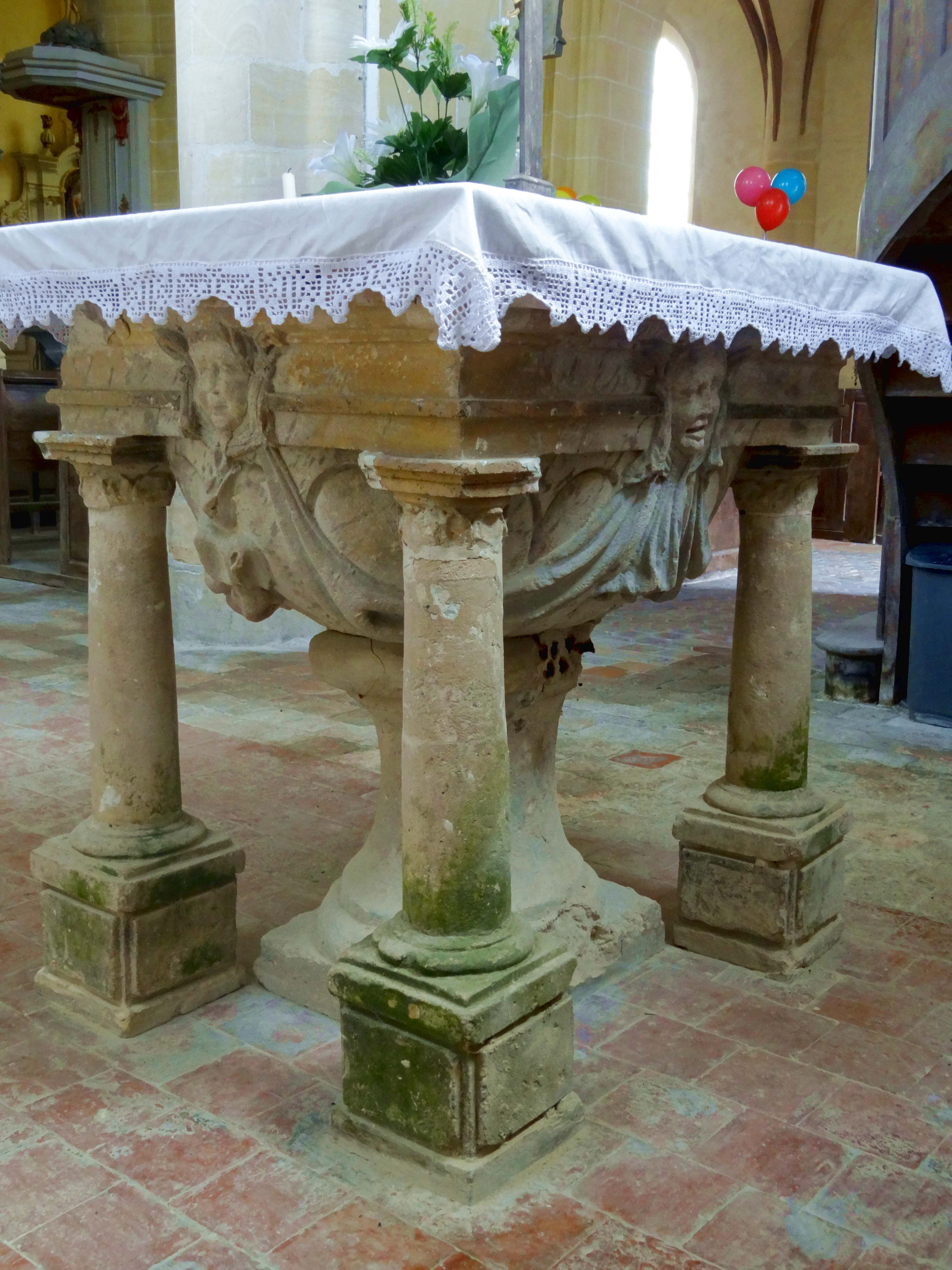
Fonts baptismaux.

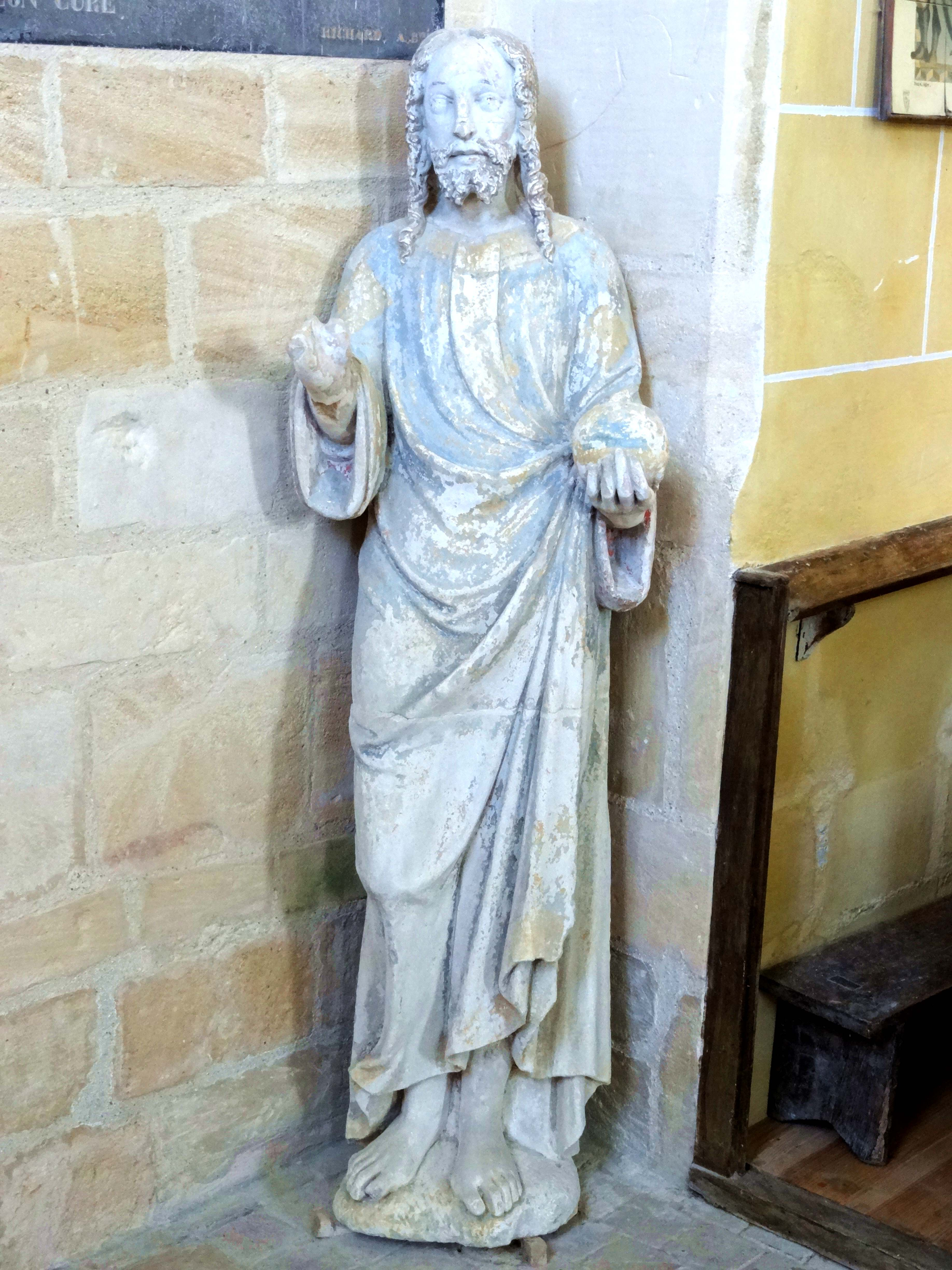
Christ sauveur.

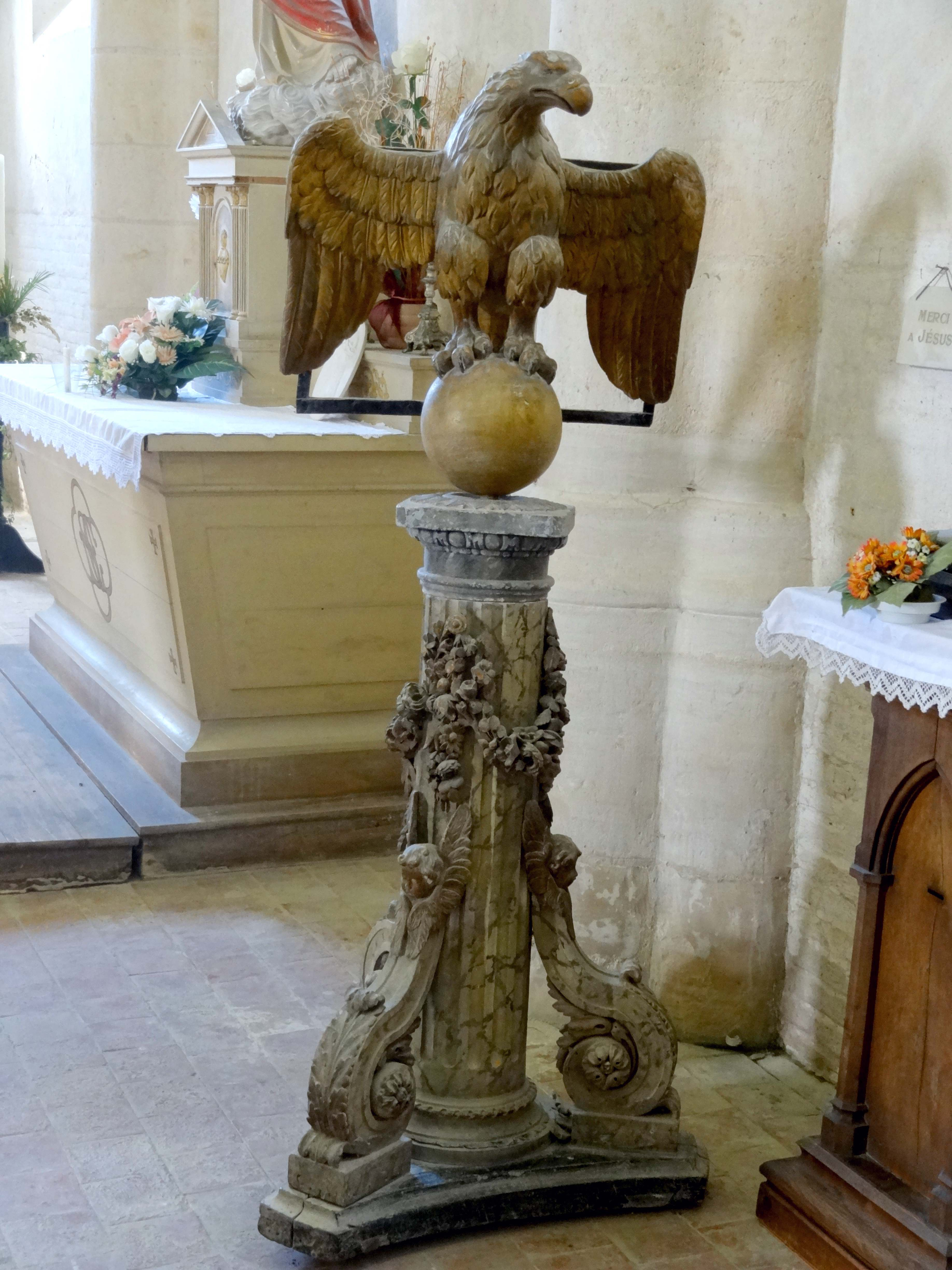
Aigle-lutrin.

Parmi le mobilier de l'église, six éléments sont classés monument historique au titre objet. Quelques autres éléments méritent également l'attention, dont notamment les représentations des deux saints patrons, pour leur dimension symbolique.
- Les fonts baptismaux, sous la forme d'une cuve baptismale à infusion placée sur un pied et cantonnée de quatre colonnettes à chapiteaux reposant sur des socles cubiques, sont en pierre calcaire. Ils mesurent 96 cm de largeur, 77 cm de profondeur et 107 cm de hauteur, et datent du XVIe siècle. À sa bordure, et sur environ le tiers supérieur de sa hauteur, la cuve est de plan rectangulaire, et décorée de moulures, puis elle transite vers un plan ovale. Une tête est sculptée en bas-relief au milieu de chaque côté de la bordure. Chaque tête montre une expression différente, joie, tristesse…, mais plusieurs ont été martelées à la Révolution. Des tentures sont accrochées aux têtes, une sous le menton et une de chaque côté. Ces tentures retombent sur la cuve, et l'enveloppent en partie, tout en se superposant aux grands godrons dont est sculptée la cuve. C'est un effet en trompe-l'œil habile, qui suggère que les tentures soient en textile, et est renforcé par leur couleur bleu clair. Chaque tête est ainsi reliée à son voisin par deux tentures. Cette circonstance ne saute pas aux yeux en raison des quatre colonnettes avec leurs tailloirs carrés et chapiteaux, qui sont tous très dégradés, mais évoquent des pastiches du gothique plutôt que la Renaissance. Le pied central, en forme de balustre et fortement galbée, est plus conventionnel. Des fonts semblables sont recensés dans la Somme, à Fescamps, Laucourt, Montdidier, ainsi qu'à Laboissière-en-Thelle. Les fonts baptismaux, en mauvais état, sont classés depuis novembre 1912[16].
- L'aigle-lutrin, déplacé dans le bas-côté nord, est assemblé de plusieurs pièces, principalement en bois. Il mesure 189 cm de hauteur, et date du XVIIIe siècle. Si le pupitre en forme d'aigle, symbole de la force du Saint-Esprit, est la règle à l'époque, le pied se remarque par son originalité. Il prend la forme d'une colonne dorique cannelée cantonnée de trois consoles. À titre d'exception, le chapiteau de la colonne est en pierre, et orné d'un rang d'oves et de dards, et d'un rang de perles. Il supporte une sphère en bois, qui sert de support à l'aigle en bois taillé, sur lequel est monté une armature en fer pour porter l'évangéliaire. En hauteur, des guirlandes de fleurs d'une grande plasticité sont tendues autour du fût, qui est peint en faux-marbre. Les consoles sont dominées par des têtes de chérubins dorées, garnies de feuilles d'acanthe, et terminées en volutes. Le lutrin est également classé depuis novembre 1912[17].
- Le Christ en croix accroché dans le croisillon sud est en bois taillé peint en blanc. Il mesure 114 cm de hauteur sans la croix, qui atteint 239 cm de hauteur et 150 cm de largeur, et date du XVIe siècle. L'œuvre est mutilée : les bras du Christ manquent, et les médaillons quadrilobés aux quatre extrémités du crucifix n'arborent plus les symboles des quatre Évangélistes (tétramorphe). Comme particularité, la croix est sculptée de branches écotées. Le Christ en croix est également classé depuis juillet 2006[18].
- La statue du Christ Sauveur est en pierre calcaire, avec des traces d'une polychromie ancienne. Elle mesure 165 cm de hauteur, et date du XVIe siècle. Jésus est représenté debout, les cheveux bouclés, vêtu d'une longue chemise, les pieds nus, tenant un globe dans la main gauche et bénissant de la main droite. Cette statue, d'une iconographie peu commune, est classée depuis juillet 2006 seulement[19].
- Le groupe sculpté représentant saint Roch de Montpellier avec l'ange qui lui apporta son pain et l'ange qui soignait ses plaies infligées par la peste, est en pierre calcaire. C'est une œuvre de qualité qui date de la même époque que le Christ, et a été offerte par les habitants pour montrer leur gratitude pour que leur village ait été préservé de la peste[9]. La sculpture n'est pas encore classée à ce jour.
- Une autre statue ancienne, également en pierre, représente saint Sébastien, martyr et patron des archers. Elle non plus n'est pas classée.
- Les statuettes presque identiques représentant saint Crépin et saint Crépinien, patrons de l'église, sont en bois taillé et peints. Leurs dimensions n'ont pas été prises, et elles ne sont pas datées. Les deux frères portent le costume du règne de Louis XI et tiennent la palme du martyr, ainsi qu'une chaussure pour saint Crépin, et un marteau pour saint Crépinien[9]. Les statues sont d'une grande raideur, et d'une facture naïve et populaire, évoquant des jouets. On peut mentionner au même titre les bas-reliefs des deux saints se faisant face sur la chaire à prêcher et le banc d'œuvre (voir le chapitre Histoire), et un médaillon au tympan de la verrière nord du transept.
- Le tableau de retable du maître-autel de l'époque de Louis XV représente la décapitation de saint Crépin et de saint Crépinien, sur l'ordre de l'empereur Maximien Hercule, le 25 octobre 303 dans la ville de Soissons. Auparavant on les avait martyrisé de différentes façons, sans succès, et ce n'est qu'en voyant que Dieu les protégeait qu'on fit leur couper les têtes. Le tableau est peint à l'huile sur toile, de grandes dimensions, et est daté de 1845[9]. Cette œuvre n'est pas encore protégée au titre des monuments historiques. L'on peut citer au même titre un petit tableau peint à l'huile sur toile accroché dans le croisillon sud, et datant vraisemblablement du XIXe siècle. L'on y voit les deux frères travaillant dans leur atelier de cordonnerie.
- La dalle funéraire à effigies gravées de « Jean Delille » (Jean de Villiers de L'Isle-Adam) et de ses deux épouses successives est en pierre calcaire, et encastrée dans l'allée centrale de l'église. Elle mesure 266 cm de hauteur pour 120 cm de largeur, et date de 1572 au plus tôt (année de la mort de Jean de L'Isle). Les trois personnages sont représentés debout, et rejoignent leurs mains pour la prière. Le seigneur et chevalier Jean de L'Isle est figuré en costume civil, au milieu entre sa première et sa deuxième femme, qui portent leur regard vers lui, et sont vêtues de costumes presque identiques. L'encadrement architecturé occupe environ un tiers de la superficie de la dalle, notamment le fronton triangulaire en haut, dont les rampants sont accostés d'anges, dont celui de droite tient une pince. L'entablement n'est pas complet et se limite à un rang de glyphes. Trois arcatures en plein cintre, qui retombent au milieu sur des culs-de-lampe, et dont les écoinçons affichent des têtes de mort, surmontent les trois effigies. À gauche et à droite, les arcatures retombent sur des colonnettes enveloppées de guirlandes. Les stylobates affichent également des têtes de mort. Sur la barre horizontale qui relie les deux stylobates, sont gravés les armes de Jean de L'Isle au centre, Agnès De Vaux à gauche et Hélène d'Aspremont à droite . Enfin, la partie inférieure de la dalle accueille une épitaphe, sans encadrement, qui se lit comme suit : « Cy gist hault & puissant seigneur Messire Jeha[n] delille chevallier / de l'ordre du Roy son coner & Maistre d'hostel ordinaire gouverneur / lieutenant pour le Roy en lille de France en l'absence de Mo[n]seigneur le / Duc de Montmorency capitaine & son gouverneur du château & [...] / quels seigneur de Marivaux Ybouvillier Ivry treignel blecquescourt Eule / court & de Pontillaut en Brie lequel trespassa le vingt deuxièsme / jour du mois de Mars l'an Mil cincq cens septante deux ». Le classement de la dalle remonte également à novembre 1912[20].
- L'inscription commémorative incisée en creux dans une pierre d'appareil taillée, sur une pile du clocher, à l'intérieur du premier étage, se lit comme suit : « Le 21e jour de juin mil 541 fut assise la première pierre de ce dit pilier par fre Philippe de Lisle ». Bien que faisant partie des murs de l'église, elle est classée au titre objet, et ceci depuis novembre 1912, sous le titre « dalle commémorative de la construction du clocher »[21] (sans illustration).

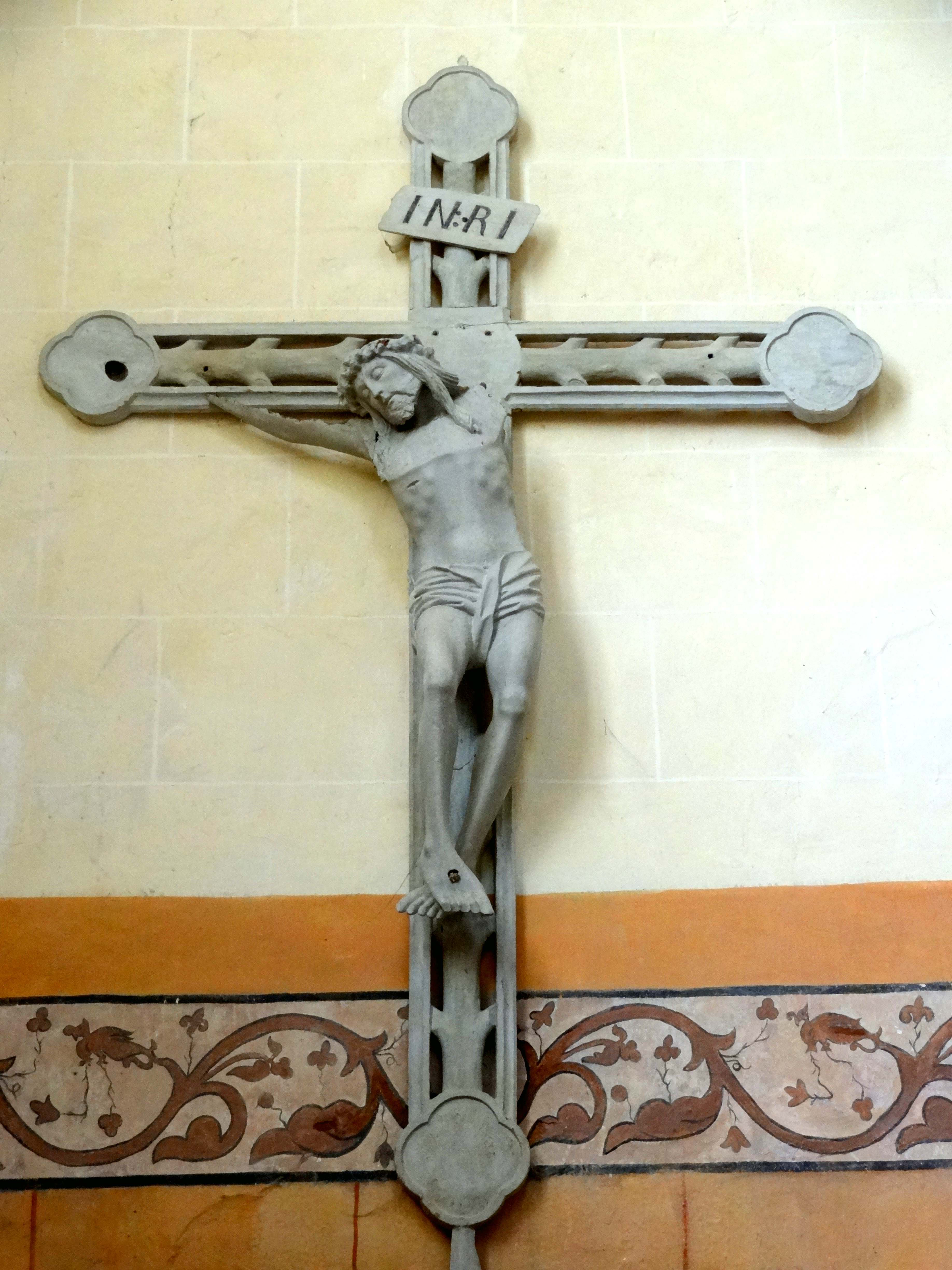
Christ en croix.
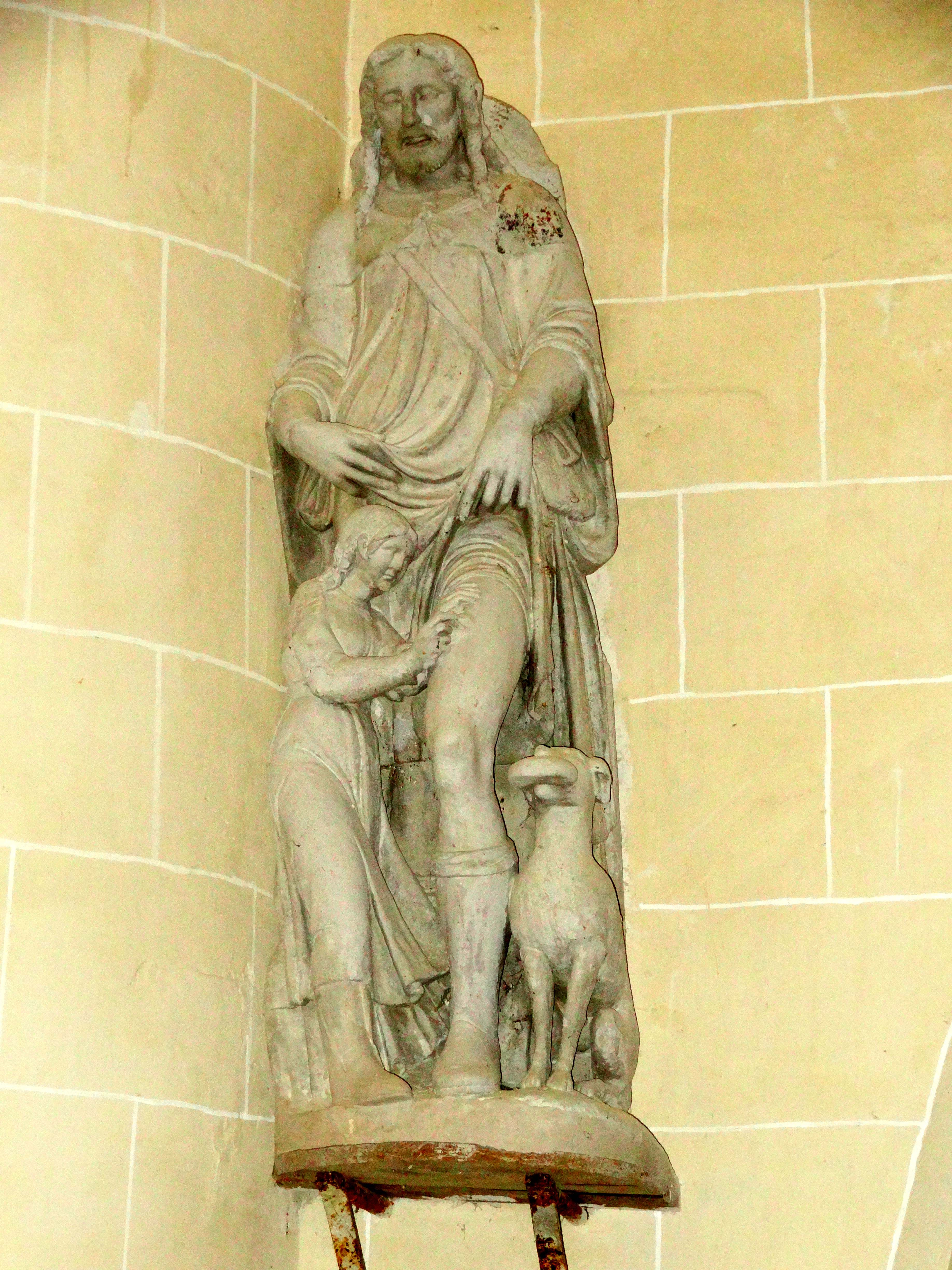
Saint Roch.
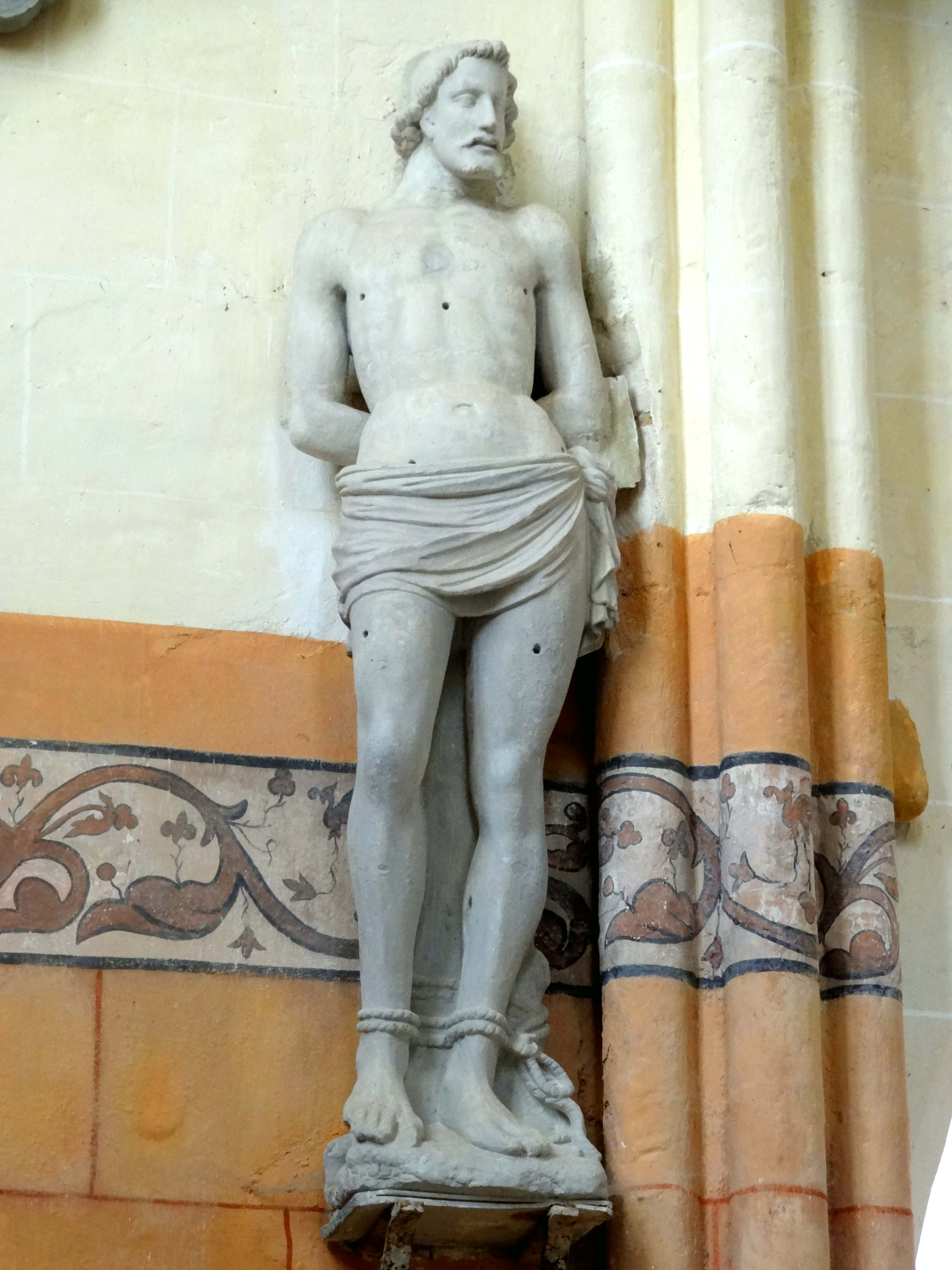
Saint Sébastien.
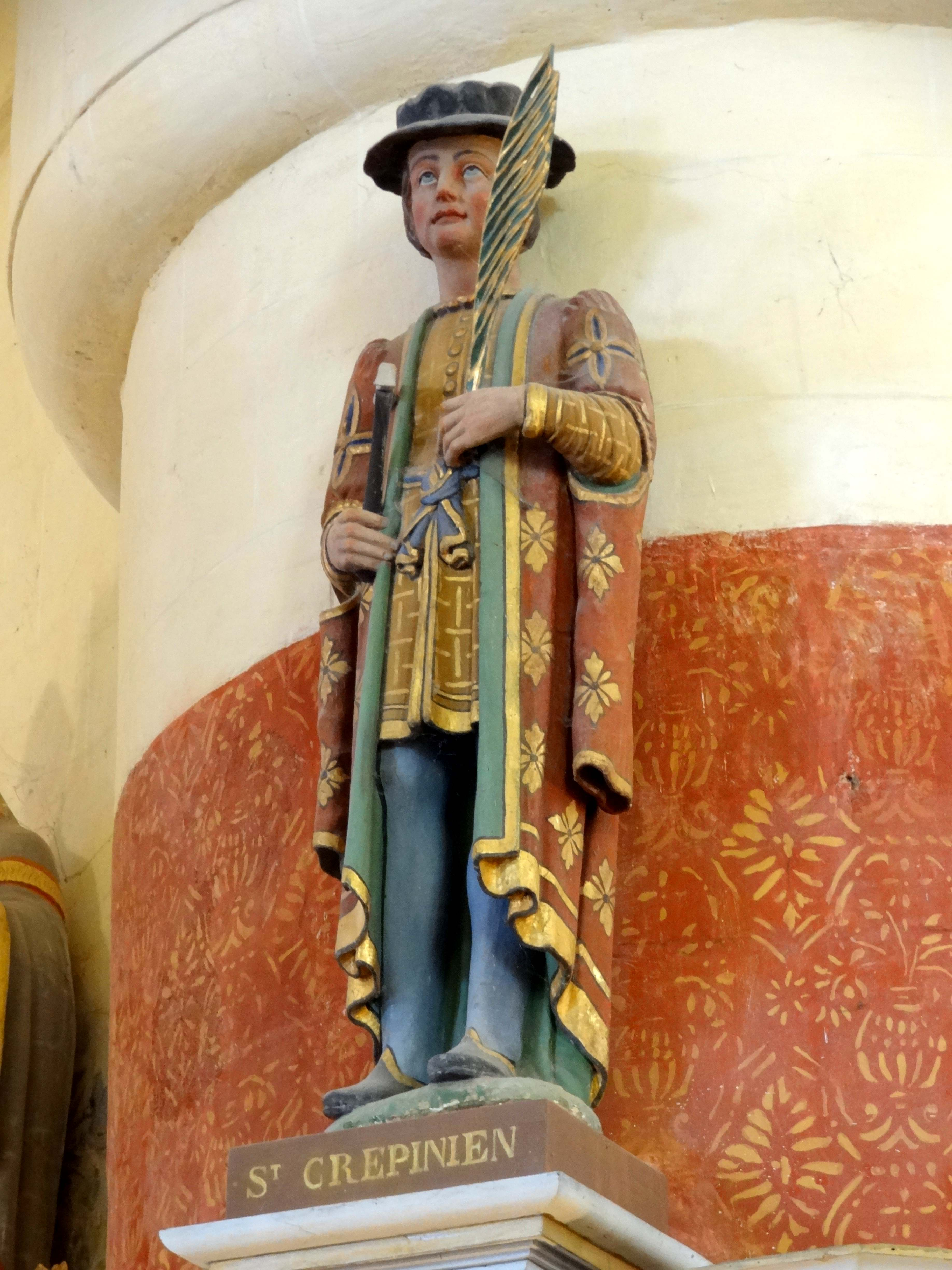
Saint Crépinien.
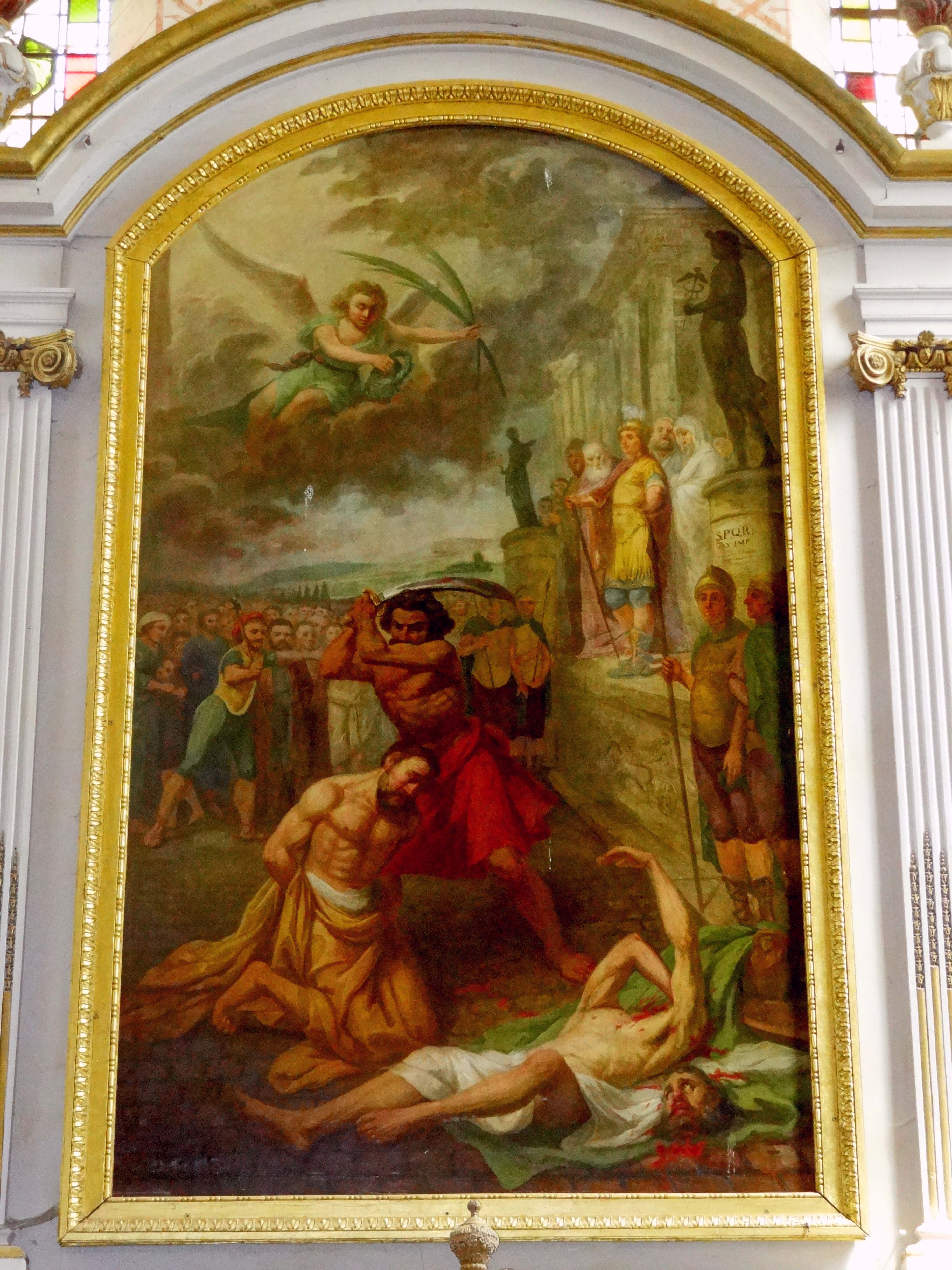
Le martyre des saints Crépin et Crépinien.
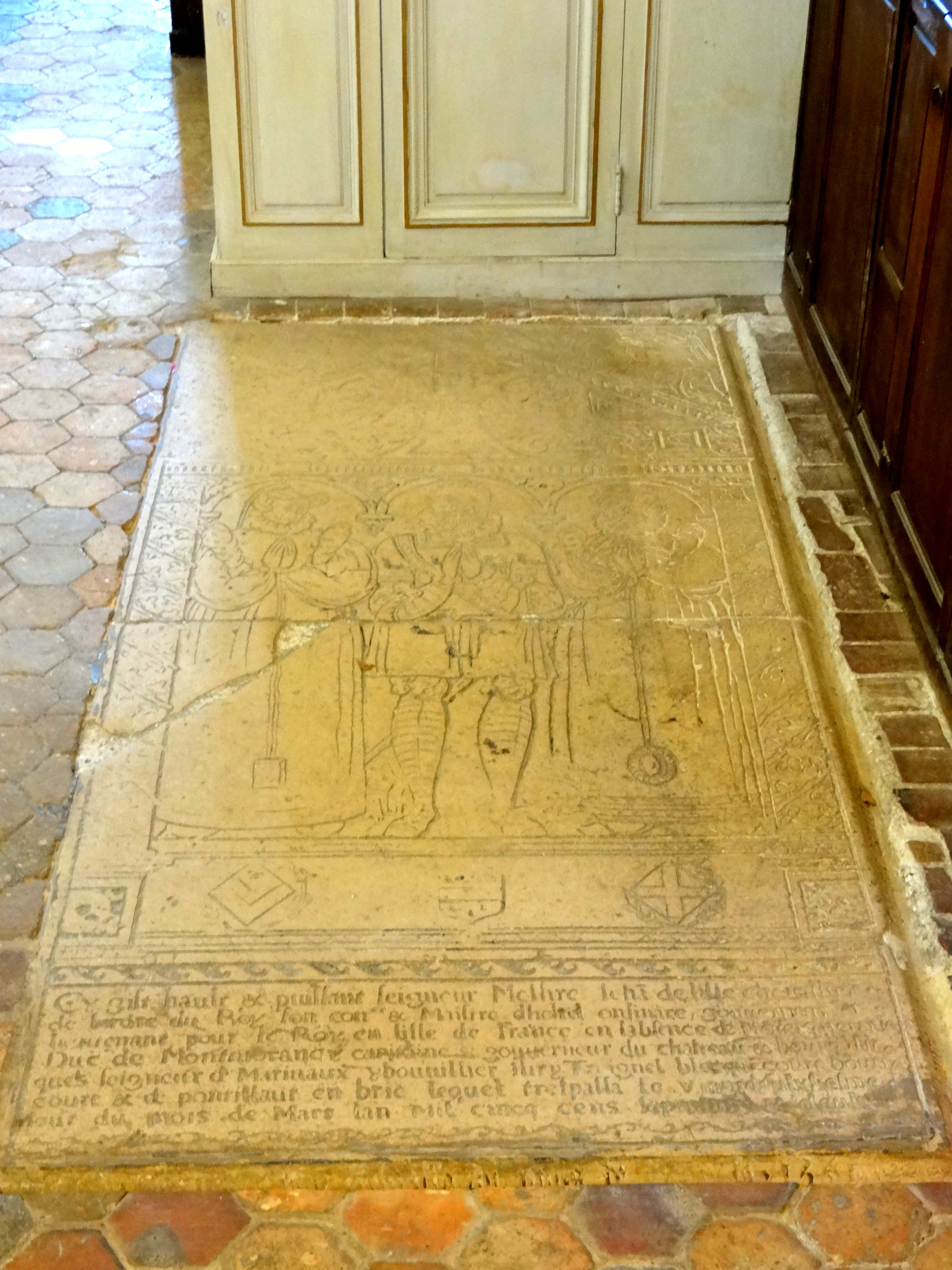
Dalle funéraire.